# デジモンアドベンチャー02の登場キャラクター
デジモンアドベンチャー02の登場キャラクター（デジモンアドベンチャーゼロツーのとうじょうキャラクター）では、テレビアニメ『デジモンアドベンチャー02』及び劇場版『デジモンアドベンチャー02 THE BEGINNING』に登場する架空の人物、およびキャラクターについて記述する。

## 選ばれし子供たち
ダークタワーの効果を受けないアーマー進化が可能な古代種のパートナーおよび、紋章の力が込められたデジメンタルの使い手に選ばれた子供たち。賢がイメージして生まれた、新たなるデジヴァイス、「D-3（DIGITAL DETECT DISCOVERの3つの単語の頭文字をとって）」を手に入れる。また、彼らは通信機器である「D-ターミナル」を持つ。後半は紋章の力を使わずに2体のデジモン同士を合体させることで、一段階上へと進化させるジョグレス進化により完全体へと進化させたり、パイルドラモンのみ究極進化でインペリアルドラモンに進化する。
前作の選ばれし子供たちは、グレイモンとパロットモンの戦いを目撃した子供たちの中から選ばれたが、今作の子供たちは、みな違った経緯でデジモンと関わり、選ばれることとなる。また、大輔たちD-3を手に入れた人間は、デジタルワールドに向かうと服装が変わる仕組みになる。
これ以下の各デジモン詳細はデジモン一覧・前作に登場した人物たちの前作での詳細についてはデジモンアドベンチャーの登場キャラクターを参照。
本宮 大輔（もとみや だいすけ）
声 - 木内レイコ、不明（25年後）、片山福十郎（絆、TB）
年齢 - 11歳
本作品の主人公。お台場小学校5年A組在籍。彼をはじめ、本作品では賢を除く選ばれし子供たちは全員が東京都港区台場近辺に住んでいる少年。一人称は「オレ」。癖のついた短髪が特徴。青いD-3（ジョグレス進化時は青&緑）の持ち主。サッカー部に所属している。時々周りの人間が予想しないようなプレイ（誰にも気付かれずに司令塔に突っ込んで行くなど）をする。勇気と友情のデジメンタルを手に入れ、デジモンカイザーとの最終決戦時には一時的に賢の優しさの紋章が形を変えた奇跡のデジメンタルを手にした。デジタルワールドではロッカーのような服装をしている。
1999年のヴァンデモンのお台場襲撃の際、ヴァンデモンに捕らわれた子供の1人だった。
明るい性格の熱血漢であり、3枚目なところもあって、ムードメーカー的存在。「8/1」を「はちぶんのいち」と読み間違えるなど（正しくは「いちぶんのはち」）勉強は苦手な様子だが、頭が悪いわけではなく、物事の本質を見極める目を持っている。
人間関係においては、前作の主人公で部活の先輩だった太一を尊敬しており、第1話で勇気の紋章を受け継いだことから彼のゴーグルを渡された。京やタケルからは、よくからかわれている。姉のジュンが行く先々で自分の悪口を言うことから、自分も姉の悪口を言うが、そのことでヤマトに「お前が俺の弟だったら許せない」と言われて彼と衝突した上、兄に依存しているヒカリにも叱咤されてしまう。そのヒカリに好意を寄せるが、あまり相手にされないため、ヒカリに認められたいと奮闘するが空振りがちな上、ヒカリと仲がいいタケルを一方的にライバル視している。賢が仲間になってからは積極的に仲良くなろうとし、負い目から溝のある賢と他の仲間たちを馴染ませようともした。
前半は突撃隊長と呼ばれるほど勢いに任せてしまうところがあったため、慎重派である前作の8人、特にタケルと対立することもしばしばあったが、段々と成長していき、ベリアルヴァンデモン戦では自らの理想の幻覚に捕らわれることなく、仲間たちを救い出す。
将来の夢はラーメン屋になって世界一美味いラーメンを作ること。後に、その夢を実現させ、アメリカで始めた屋台のラーメンが大成功し、25年後（2027年）には、世界中にチェーン店を持つ実業家となっている。一般女性と結婚し、息子がおり、太一から貰ったゴーグルを渡した。
「THE BEGINNING」では料理の専門学校に通う傍ら、ブイモンと共にラーメンの修行中をしている描写が描かれる。週に1度、修行先のラーメン店が定休日に店をそのまま使わせてもらい、特製の家系ラーメンを提供している。
ドラマCDではモテたいという一心からデジモンカイザーになってしまったこともあった。
『デジモンクロスウォーズ〜時をかける少年ハンターたち～』にもゲストで登場。詳細は上記を参照。
『デジモンカードゲーム』ではテイマーとして登場。
各国の日本国外名
英語：デービス・モトミヤ（Davis Motomiya）
韓国語：チゥェ・サンヘ（ハングル：최산해）
井ノ上 京（いのうえ みやこ）
声 - 夏樹リオ、朝井彩加（絆、TB）
年齢 - 12歳
お台場小学校6年A組在籍。メンバーの中では最年長。赤いD-3（ジョグレス進化時は赤&白）の持ち主。紫の長髪を生やした眼鏡の少女。年長なので本作品の選ばれし子供の中では一番背が高い。パソコン部部長で光子郎の後輩。愛情と純真のデジメンタルを手に入れる。現実世界では青いバンダナをしているが、デジタルワールドでは飛行帽を被ったパイロットのような服装。
1999年のヴァンデモンお台場襲撃時にはデジモンと関わらなかったが、2000年春にネット上で新種デジモン（ディアボロモン）が猛威を振るった際、それと戦うアグモンたちを姉と共に目撃し、応援メールを送ったことがある（27話ではオメガモンについて「とても強くてかっこよかった」とコメントしている）。ドラマCDによると小5の時にお台場小学校に転校してきた模様。なお、作中にて姉に「双児宮のAB型」と明言されており、作中に登場する選ばれし子供たちの中で唯一、星座と血液型が判明している。
パソコンルームからデジタルワールドに向かう時、「デジタルゲートオープン、選ばれし子供たち出動！」と毎回かけ声を出していた。明るくノリの軽いお調子者で、ミーハーな面がある。口癖は「ビンゴ！」。ドジでおっちょこちょい、すぐにパニックに陥りやすいことを本人は自覚しているのだが一向に改善されていない。自分の感じた心のままに行動し、感情をぶつける。ミミに憧れており、彼女を「ミミお姉様」と呼び慕っている。伊織の姉貴分で、彼のパソコンの修理も引き受ける。闇に捕らわれそうになったヒカリを元気付けたり、罪悪感から仲間になることを拒み続けている賢を一喝したりと、普段はお調子者だが、他の仲間の支えにもなっていた。大輔と同じく、改心後の賢に対しては、当初から好意的だった。
デーモン軍団（レディーデビモン）との戦いで、それまで本物のデジモンを殺したことが無かったために、凶悪なデジモンとはいえ殺すことに大きく拒絶した。パソコンの修理や音楽ソフトでの曲作成、都内の電光掲示板にハッキングをかけたりとパソコンに関する知識が豊富、彼女本人もそのことに自信がある様子で賢に対抗心を感じたりもしていた。だが、彼女のパソコン面での活躍は少なかった。
家族も全員メガネをかけている。自宅はコンビニエンスストア「アイマート」を経営していて、デジモンたちの食料の調達者でもある。タケル・伊織と同じマンションに住んでいる。6人の大家族であるため、たまに一人になりたいとも思っている。
京都での修学旅行中に、前作の選ばれし子供たちのメンバーである空の父と丈の兄に出会い、突如出現したデジモンたちを、丈の兄が持っていたノートパソコンでデジタルゲートを開くことで転送している。
「THE BEGINNING」では、スペイン留学を終えた後インドでプログラミングの勉強をしていることが判明。多忙の光子郎に代わり、デジモン関係のコミュニティは京を中心に任されている。
25年後（2027年）は賢と結婚し、三児の母となる。
各国の日本国外名
英語：ヨレイ・イノウエ（Yolei Inoue）
韓国語：ホン・イェジ（ハングル：홍예지）
火田 伊織（ひだ いおり）
声 - 浦和めぐみ、山谷祥生（絆、TB）
年齢 - 9歳
お台場小学校3年生。メンバー最年少だが、年齢に似合わぬしっかり者。黄色のD-3（ジョグレス進化時は黄&白）の持ち主。一人称は「ぼく」。おかっぱ頭の小柄な少年。祖父・主税を父親代わりに育ち、彼から剣道を習っている。知識と誠実のデジメンタルを手に入れる。デジタルワールドでは薄茶色のスモックを着ている。
1999年のヴァンデモンのお台場襲撃の際、ロンドンでの要人警護中に殉職した父（火田浩樹）の遺骨を引き取った帰りであり、その際ガルダモンの助けた飛行機に乗っていた。
殉職した警察官の父を尊敬していて、それとともに自らの悩みと心残りの存在である。性格は誠実かつ冷静沈着で、自分にも他人にも厳しい。苦労している割にはあまり目立てないこともある。京、タケルと同じマンションに住んでいる。真面目過ぎる面があり、余裕がなく嘘をつくことが出来ない。給食で嫌いなトマトを「食べ物を粗末にしてはいけない!亡くなった父もそう言っていた!」と言って居残りをしてまででも食べきろうとした。
常に冷静沈着で自分を厳しく律する反面、子供らしい感情の発露は不得意である。基本的にアルマジモン以外には誰にでも敬語だが、怒ったり真剣になるとタメ口になる。
また、正義感が強すぎるゆえに潔癖で融通が利かない面もあり、デジモンカイザーとして悪行を行ってしまった賢が罪を償おうとして仲間に加わった際も、一人受け入れられずにいた。大輔と賢・京とヒカリがパートナーデジモンをジョグレス進化させることに成功し、残った自分とタケルにはなぜ出来ないのか葛藤し、タケルの兄のヤマトにまで相談した。またタケルとは対照的に、闇の存在とはいえ、心や感情を持っているブラックウォーグレイモンと直接向き合ったり、大輔たちの影響か無茶な行動もあった。
京同様、デーモン軍団（マリンデビモン）との戦いで、それまで本物のデジモンを殺したことが無かったために、凶悪なデジモンとはいえ殺すことに大きく拒絶した。またベリアルヴァンデモンの生み出した彼の理想の幻覚は、亡き父と共にデジタルワールドに行くことだった。
2003年、小学4年生の時に、彼女が出来たらしい（ドラマCD「夏への扉」より）。
元々は父や祖父と同じく警察官を目指していたようだが、父親の親友であり、孤独に耐えきれず心の闇に付け込まれ悪行を行ってしまった及川との出会いと悲しい別れが、伊織に大きな影響を与え、将来への志望も大きく変えて行くことになり、後に悪行を行ってしまった者の罪の償いを助ける弁護士となる。一般女性と結婚し、娘がいる。
「THE BEGINNING」では法学部の進学が決まり、弁護士事務所でアルバイトをしている模様。剣道は今も続けている。
各国の日本国外名
英語：コディー・ヒダ（Cody Hida）
韓国語：イ・ジェハ/イ・ゼハ/イ・ズェハ（ハングル：이재하）
高石 タケル（たかいし タケル）
声 - 山本泰輔、平田広明（25年後）、榎木淳弥（絆、TB）
年齢 - 11歳
前作に引き続いての登場。お台場小学校5年A組在籍。緑色のD-3（ジョグレス進化時は黄&白）の持ち主で、希望のデジメンタルを手に入れる。前回の冒険にも参加していた。被っている帽子は前作と異なり、劇場版『ぼくらのウォーゲーム』で被っていたものと同じ。
旧姓石田、「タケル」の漢字表記は「岳」。2002年春から三軒茶屋からお台場に引越し、京、伊織と同じマンションの8階に住んでいる。3年前には“最も小さき子”と呼ばれていたほど小柄だったが、今作では1歳年上の京と並んで背が高い。バスケットボール部所属。本来は今回の戦いに参加する予定では無かったが、パートナーのパタモンが古代種の遺伝子データを持ち、アーマー進化が可能だったため、再び選ばれた。なお、前作では年齢もあって兄・ヤマトを始めとする仲間に守られがちだったが、今作では前作のような幼さは見られなくなり落ち着いた雰囲気を醸すようになった。
前の冒険で自らの命と引き換えにしてエンジェモンがデビモンを倒したことにより、誰よりも闇の恐ろしさを深く感じている（『:』と同様）。そのため、闇に関しては憎悪を見せる一面がある（19話で強引にキメラモンの生成にデビモンの力を使ったデジモンカイザーに激怒し、殴り掛かったこともある）。すべてタケルなりの正義感と使命感からくる行動であるが、時にそれはブラックウォーグレイモンのように闇の力で否応無く生み出された相手の事情を斟酌せず、ただ一方的に「悪」としているなど、闇に関連する者への狭量さへと繋がることもあった。しかし闇の存在そのものを否定しているわけではなく、闇の存在を恐れ闇をなくそうと言った賢に、大切なのは闇の中でも自分のなかに光を見失わないことだと述べた。
ヒカリとは前の冒険からの知り合いだったので仲がよく、大輔からライバル視されるようになった。タケル自身は初対面の時は好印象なようである。また、前回の冒険で一時的とはいえパタモンを失った経験から、パートナーデジモンであるパタモンをとても大切にしている。
彼の祖父・ミッシェルはフランス人のため、タケルとヤマトはクォーターということになる。
「THE BEGINNING」では大学2年で、文学部に通っている。
2003年春ごろから自分たちの冒険を文章にし始め、小説家となった25年後（2027年）に『デジタルワールドの冒険』というタイトルで本を出版した。一般女性と結婚し、息子がいる。また、前作と今作通してのナレーション（声 - 平田広明）は成長したタケルの声（回想）だと明かされる。なお、前作および『02』でタケルとナレーター・物語との関連性についての伏線らしきものが確認できる。
- タケルとヤマトの父親と母方の祖父の声を、ナレーターと同じ声優が演じている。
- 前作の第12話（タケルメインの回）のみタイトルに一人称が使用されている。同話でパタモンの進化を想像するシーンでデジモン紹介をしている。
- 『02』の第1話冒頭はタケル視点だった。また、同話のオープニング前のナレーションが山本泰輔で、前作から3年後の選ばれし子供たちの姿が描かれた際、タケルの姿だけが描かれなかった。
- 『02』の49話Bパートと次週予告、50話のナレーションが「僕」というタケルの一人称を繰り返し強調している。また、50話Bパート最終決戦から25年後へと移る時のナレーションが山本泰輔から平田広明へと移り変わっている。

前作から登場している選ばれし子供の中では唯一声優が変更されているが、劇場版第1作で幼い姿に戻されたときは声は前作で演じた小西寛子ではなく山本泰輔のままだった。
各国の日本国外名
英語：タケル・"ティー.ケー."・タカイシ（Takeru "T.K." Takaishi）
韓国語：リキ（ハングル：리키）
八神 ヒカリ（やがみ ヒカリ）
声 - 荒木香恵（現・荒木香衣）、M・A・O（絆、TB）
年齢 - 11歳
前作に引き続いての登場。お台場小学校5年A組在籍。桃色のD-3（ジョグレス進化時は赤&白）の持ち主。太一の妹で、前回の冒険にも途中からだが参加していた。前髪をペアピンで止めている。光のデジメンタルを手に入れる。本来はタケル同様今回の戦いに参加させる予定では無かったが、パートナーのテイルモンがパタモン同様古代種の遺伝子データを持ち、アーマー進化が可能だったため、再び選ばれた。闇に引き込まれ易く、闇の世界の住人にいつも見られ続けている彼女は兄やテイルモンに縋りがちであり、兄離れをしない彼女をタケルが叱咤したり、大輔が彼の姉であるジュンの悪口を言った際には彼に「自分のお姉さんを悪く言う人は嫌い」と言い放ったこともあった。また、ヒカリ同様に闇に対する恐怖や兄への依存を知っている賢に励ましの言葉をよく言っていた。
タケルとは前の冒険からの知り合いだったので仲がよく、ミステリアスな雰囲気をもった前作から一新し、今作では明るい少女へと成長し、おちゃめな一面も見せる。病気がちだった3年前の面影はなく、健康で活発な少女へと成長している。前作のホイッスルの代わりに、今作ではSTONEブランドのデジタルカメラを首から提げていて、デジモンたちの写真を撮ったりしている。いつも笑顔でクラスでも人気があり、大輔にも好意を寄せられているが、あまり相手にしていない。元々、自分のことをあまり話さず、誰に対しても少し距離を置いて接していたが、京と暗黒の海に迷い込んだ際に心を通わせ、京とはジョグレスパートナーとなった。
選ばれし子供たちの中でも特別な力を持ち、デジタルワールドの言葉で進化や美を示す光の紋章を持つ。ダゴモンの花嫁にされかかったこともある。また、幼いころからデジモンと心を通わせたりしてきており、パートナーデジモンを持った人が増えることにかなり好意的であり、2003年春辺りからパートナーデジモンを与えられた人に対する心構えなどを記録し始める。
「THE BEGINNING」では短大で幼児教育を学習しつつ、保育所でアルバイトをしている。忙しい兄の太一に代わり、仲間たちとの連絡役（ハブ）となっている。
25年後（2027年）は幼稚園の先生になりたいという夢を持っており、後にその夢を実現させる。一般男性と結婚し、息子がいる。
各国の日本国外名
英語：カリ・カミヤ（Kari Kamiya）
韓国語：シン・ナリ（ハングル：신나리）
一乗寺 賢（いちじょうじ けん）
声 - 朴璐美、ランズベリー・アーサー（絆、TB）
年齢 - 11歳
田町小学校5年生。黒いD-3（ジョグレス進化時は青&緑）の持ち主。田町に住んでいる。一人称は「ぼく」。淡紅色の優しさの紋章を持つ。ワームモンからは「賢ちゃん」と慕われる。
選ばれし子供となった経緯は『デジモンアドベンチャー02タッグテイマーズ』ではディアボロモンのネット出現を目撃したからとなっているが、アニメでは本人の記憶が曖昧であるため不明。なお、前作の小説版でグレイモンとパロットモンの戦いを目撃した光が丘に住んでいた子供たちの特質の中に優しさが挙がっていた。
兄の死と及川からのメールで辿り着いた暗黒の海と、埋め込まれた暗黒の種の影響で及川（ヴァンデモン）に洗脳されて残虐性格の持ち主デジモンカイザーとなってしまい、デジタルワールドを支配しようとした。デジモンカイザーの時の容姿は実兄である治を鏡に映した姿とも言われている。
デジモンカイザーはプライドの高い自信家であり、周りを見下し人間もデジモンも「虫けら」扱いして、デジモンはデータに過ぎないと考える彼にとって、デジタルワールドの支配などただのゲームと思っていた。当初夜には姿を見せなかったが、正体が明らかになった9話以降は現実世界を捨ててデジタルワールドに籠ってしまう。無数のデジモンをもとに実験を繰り返し、紋章なしでの完全体への進化・制御を可能とするイービルスパイラルを開発。やがてその狂気の才能は、デビモンのデータをもとに、キメラモンを生み出す。
一時はデジタルワールドの多くのエリアを制圧し、権勢を誇ったが大輔たちとの決戦に於けるキメラモンの暴走とワームモンの犠牲により本来の心を取り戻し、デジモンカイザーは消滅した。
その後闇に染まった過去を振り返り、これまで被害に遭ったデジモンが転生した幼年期のデジモンたちにこれまでの悪事を謗られるも、デジタマから孵ったリーフモンと再会し彼に救われた。それ以降はワームモンと共にデジタルワールドのために尽くすことを決める。当初はワームモンと2人だけで行動するつもりでいたが、大輔からの誘いとジョグレス進化をきっかけに、大輔たちと行動を共にするようになる。しかし伊織やタケルが受け入れられないでいたことと、賢自身が罪の意識が強く馴染めずにいた。どこか自虐的で、進んで汚れ役（アルケニモンを殺すこと）を買って出たりすることがあった上、賢自身も罪の重さに悩み単独行動を取ることも多く49話でベリアルヴァンデモンの幻覚に捕らわれた時は、デジモンカイザーが傷つけたデジモンたちに処刑され、兄・治から許される世界を望んだほどだった。だが大輔や京のお陰もあり次第に友情を育んでゆき、クリスマスには自宅パーティにも誘い、その後、大輔たちを助けるべく恐怖を押し殺して暗黒のゲートを開くなど、隔たりは無くなっていった。正気に戻った後、闇の力の恐ろしさを知り、京およびワームモン曰く闇が苦手になり、パニックを起こしたこともあった。両親の愛情に気づき2人に心配を掛けまいと他の子供たち同様デジタルワールドのことを話さないでいたが、デーモンたちとの戦いの後、デジタルワールドのこと自分がかつてデジモンカイザーであったことワームモンのことを打ち明けた。
小学3年生の時、秋山遼と一緒にデジタルワールドを旅していたが、その記憶は曖昧で、そうなった経緯は不明である。これは、ワンダースワン用ソフト『デジモンアドベンチャー02タッグテイマーズ』でも描かれた出来事だが、タッグテイマーズでは賢の兄・治の存在が語られていない、ディアボロモンのネット上の出現も春から夏に変更されている、暗黒の種を受ける前であるにもかかわらず既に「天才少年・一乗寺賢」となっている、ゲーム版では太一とも面識があるがアニメでは賢も太一も互いのことを覚えていない、カイザーになった時にミレニアモンのことをハッキリと覚えていたなど、アニメでの出来事とゲームでの出来事に齟齬があり、あくまでパラレルという位置づけを成されることもある。また彼の身体に埋め込まれた暗黒の種はミレニアモンが本来遼（ゲームでは太一も一緒にいた）に放とうとした物。
兄、治の葬式の時、来ていた及川に自分はデジモンと冒険した選ばれし子供であることを見抜かれ、及川にダークタワーをデジタルワールドに設置する役として選ばれてしまった。
カイザー時代、暗黒の種の影響で天才少年としてテレビに取り上げられるほどの力を持っていた。コンピュータープログラム作成とスペイン語、サッカーと柔道、チェスが得意。特にサッカーは太一曰く、「ジュニアのユース級」で大輔のチームとの試合でも後半からの参戦で一気に挽回し圧勝した。改心後は凡人的な能力に戻ったと言われているが、頭の回転が速い。また、跳躍力は超人並み、サッカーにおいても未だに大輔からボールを取られていない。スペイン語に関してはその能力をメキシコで発揮した。趣味は折り紙であるようだが（ワームモン談）、パートナーデジモンたちからは暗いとコメントされてしまう。
なお、彼のD-3はデジモンの通常進化を封じる機能を持ち、さらには自分のパートナーでないデジモンを暗黒進化させることができるが、どちらの機能も正気に戻った後は使用していない。
「THE BEGINNING」では大学2年生で、警官になるための勉強中。キャンバス内ではかなり女性人気が高い模様。
25年後（2027年）は警察官になった。また、京と結婚し、三児の父でもある。
『デジモンクロスウォーズ〜時をかける少年ハンターたち～』にも大輔同様、ゲスト登場。詳細は上記を参照。
『デジモンカードゲーム』では大輔同様、テイマーとして登場。
各国の日本国外名
英語：ケン・イチジョウジ（Ken Ichijouji）
韓国語：ソ・ジョンウ/ソ・ゾンウ/ソ・ズォンウ（ハングル：서정우）

## パートナーデジモン
今作でのパートナーデジモンはアーマー進化が可能であること以外は、基本的には前作での『パートナーデジモン』と同様の特性を持つ。また、ブイモン、ホークモン、アルマジモン、ワームモンの4体のパートナーデジモンは現実世界では幼年期に退化していて、デジタルワールドに向かうと成長期に進化する。第39話以降は、チンロンモンの光のパワーをもらったことで現実世界でも成長期で過ごせるようになった。
前作でのパートナーデジモンの特性についてはパートナーデジモンを参照のこと。
ブイモン
声 - 野田順子
第1話から登場
勇気のデジメンタルの下から現れた大輔のパートナーデジモン。一人称は「オレ」。成長期。勇気のデジメンタルを持ち上げられる子供を待ち続けていた。チョコが好物。おにぎりをもって目を輝かせていたことも。性格は大輔と同じく単純で猪突猛進、仲間思い。進化の種類が多い。テイルモンに好意を抱いている様子で、22話ではパタモンをライバル視していた。
進化形態は幼年期のチコモン、チビモン、基本形態のブイモン、アーマー進化のフレイドラモン、ライドラモン、マグナモン、サジタリモン、通常進化のエクスブイモン、ジョグレス進化のパイルドラモン、それの究極体のインペリアルドラモン（ドラゴン、ファイター、パラディンモード）と延べ12形態を持ち、一体のデジモンとしてはデジモンシリーズ最多である。
大輔の性格や行動、言動から大輔の突っ込み役に回ることも多い。しかし、本人も天然なところがあるため、時には大輔たちに突っ込まれることもある。
『デジモングランプリ!』では、ジェット機とレーシングカーを合わせたマシンで参加。序盤からピコデビモンと1位争いを繰り広げ、ピコデビモンの「ミサイル攻撃」をギリギリでかわすも、ミサイルの爆発に巻き込まれリタイアしたように見えたが、アグモンのマシンに乗ってほかの面々とともにゴールした。しかし、アグモンのマシンの暴走によって宇宙まで飛ばされ、アグモン本人も気絶しているので、帰れなくなりアグモンを起こすのに必死だった。
『デジモンアドベンチャー02タッグテイマーズ』に登場した秋山遼の仮のパートナーのブイモンと同じブイモンであると、『デジモンテイマーズ ブレイブテイマー』で語られるが、そのブイモンは賢やアグモンと知り合いであるため、アニメのブイモンとは矛盾点が多く、アニメのブイモンとゲームのブイモンはパラレルワールドでの別個体であり、大輔の前にパートナーがいたかは不明となっている。
必殺技は「ブイモンヘッド」。
進化：チコモン→チビモン→ブイモン→エクスブイモン /フレイドラモン（勇気） /ライドラモン（友情） /マグナモン（奇跡） /サジタリモン（希望）→パイルドラモン/インペリアルドラモン ドラゴンモード/インペリアルドラモン ファイターモード/インペリアルドラモン パラディンモード
また、『デジモンクロスウォーズ〜時をかける少年ハンターたち』にもパートナーの本宮大輔とともに登場したがセリフはなかった。
ホークモン
声 - 遠近孝一
第2話から登場
愛情のデジメンタルの下から現れた京のパートナーデジモン。成長期。真面目な礼儀正しい性格で一人称は「私」。和食や時代劇など、和風なものが好き。特に、食べ物では伊織の母が作るかんぴょう巻きやおはぎが好物。性格は思慮深く、態度も紳士的だが、たまに自信過剰とも取れる面も見せる。京のことは「京さん」とさん付けで呼んでいる。歴代の選ばれしデジモンの中で初めて、パートナーと性別（厳密に言えば生物学的な性別はないが、ジェンダー（社会的、文化的性別）としてのもの）が異なっている。放送前の設定では京と違って機械に弱いとあったが本編中にそのような描写はない。
『デジモングランプリ!』では、複葉機に似たマシンに乗って参加。1位争いをするブイモンとピコデビモンに巻き込まれ、ピコデビモンの投げた松ぼっくりによって「京さ～ん!」と叫びながらリタイアした。
必殺技は「フェザースラッシュ」。
進化：プルルモン→ポロモン→ホークモン→アクィラモン/ホルスモン（愛情）/シュリモン（純真） /リンクモン（友情）→シルフィーモン
アルマジモン
声 - 浦和めぐみ
第2話から登場
知識のデジメンタルの下から現れた伊織のパートナーデジモン。成長期。性格は伊織と違い、良く言えば陽気で大らかだが、悪く言えば暢気。名古屋弁で話す。名古屋弁なため口癖は「〜だぎゃ」。一人称は「オレ」。アルマジモンが苦労している割には地味なのは、伊織に似たのだと京にコメントされてしまったこともあった。担当声優はパートナーである伊織と同じである。チューチューゼリーが好物。メンバー一大食いだが、本人はスマートな身体になりたがっている。
必殺技は「ローリングストーン」と「スクラッチビート」。
名古屋弁を使う理由は、第2話にて京が「愛情」・伊織が「知識」のデジメンタルを手に入れたため。「愛情と知識」→「愛と知」→「愛知」…となったのである、という旨の発言が角銅博之によってなされているが真偽は定かではない。
『デジモングランプリ!』では、オフロードカーのようなマシンで参加。しかし、ピコデビモンの妨害に遭い、マシンを大破されリタイアするも、ブイモンを巻き込んでしまった。
進化：ツブモン→ウパモン→アルマジモン→アンキロモン→ディグモン（知識）/サブマリモン（誠実）/プテラノモン（愛情）→シャッコウモン
パタモン
声 - 松本美和
前作から引き続き登場
タケルのパートナーデジモン。成長期。前の冒険の時より多少速く飛べるようになり、多少頼もしくもなったが、前作同様泣き虫の表情があるなど、まだ子供染みた面も持っている。現実世界に連れて来ても退化しない。今作では暗黒の力を持ったデジモンがほとんど登場しないため、ボス級デジモンも倒した前作のような切り札的なポジションでは無くなっている（ただし、ホーリーエンジェモンが前作同様1ランク上のブラックウォーグレイモンを追い詰めたことがあった）。通常進化が封じられていた時は希望のデジメンタルが現れるまでは自身が足手まといであることを悔しがっていた。アイスが好物。タケルの白い帽子の上（つまりは頭の上）が定位置。本編ではタケル同様闇を全面否定するような言動が目立った。
必殺技は「エアショット」と「はねビンタ」。
進化：トコモン→パタモン→エンジェモン/ペガスモン（希望）/マンボモン（光）→ホーリーエンジェモン/シャッコウモン→セラフィモン
テイルモン
声 - 徳光由禾
前作から引き続き登場
ヒカリのパートナーデジモン。成熟期。ヒカリ同様おちゃめな一面も見せるが、基本的には姉御肌で落ち着いた性格の持ち主。
1話冒頭、デジモンカイザーの襲撃から逃げている途中にホーリーリングを失ったため、その力は成長期並みのものになってしまい、今作では成長期デジモンと同等の扱いを受けてしまう。光のデジメンタルが現れるまではパタモン同様足手まといであることを悔しがっていた。好きな食べ物はチーズ入りカマボコ。パタモンと同じく現実世界に連れて来ても退化しない。猫のようだが本当はネズミのデジモン。しかし、そのことを本人は快く思っておらず、ヒカリの作っている「パートナーデジモン入門講座」でそのことについて触れられると、記録を消してしまった。必殺技の「ネコパンチ」は前作ではグレイモンをなぎ倒すほどの威力だったが今作では成長期並みの技になってしまった。15話では前作には見られなった「キャッツアイ」を使用するようになり、フローラモンの動きをその赤く光った目で動きを止めている。前作でヒカリからもらった笛は持っておらず、27話の回想シーンでヒカリが持っていた。39話の様子だと、エンジェウーモンに進化できることを特に喜んでいた。最終回でデジモンカイザーの要塞に放置されていたホーリーリングを、ゲンナイがジョグレス進化のエネルギーとして利用したことを明かした後返却される。
本編中で、前作で自分をヴァンデモンから逃がそうとして消滅したウィザーモンの亡霊と出会い、ヒカリと共に悲しんでいた。
必殺技は「ネコパンチ」と「キャッツアイ」。
進化：プロットモン→テイルモン→エンジェウーモン/ネフェルティモン（光）/バタフラモン（知識）/シルフィーモン→ホーリードラモン
ワームモン
声 - 高橋直純
第1話から登場
賢のパートナーデジモン。成長期。賢を溺愛し「賢ちゃん」と呼んでいる。彼がカイザーになってもつかず離れず彼に尽くし、一度は賢を救うため命を落とした。はじまりの街で復活してからは、彼とともにデジタルワールドの危機を救うために尽力した。また、賢がカイザーの時の暴走を止められなかったことに責任を感じていた。賢を溺愛する余り、少々嫉妬深いところがある。仲間関係に苦労していた賢とは違い、ワームモンとデジモンたちの仲は良好だった。またアーマー進化がメインだった前編では敵側にいたため、進化の種類が少ない。
必殺技は「ネバネバネット」。
ワームモンと賢の出会いと初めての冒険はゲーム『デジモンアドベンチャー02タッグテイマーズ』などで語られているが、ゲームとアニメはあくまでパラレル。また当初は賢のことを「賢」と呼び捨てだった。
進化：リーフモン→ミノモン→ワームモン→スティングモン/プッチーモン（優しさ）→パイルドラモン/インペリアルドラモン ドラゴンモード/インペリアルドラモン ファイターモード/インペリアルドラモン パラディンモード

## 1999年の選ばれし子供たちとパートナーデジモン
かつて1999年に選ばれ、闘った子供たちとパートナーデジモンたち。現在はタケルとヒカリ以外は全員中学生になり、この戦いにはバックアップに廻っている。各パートナーデジモンたちはダークタワーと暗黒デジヴァイスの影響で成熟期になれず、またそれを無視しても2000年3月のオメガモンとディアボロモンの戦いの後から2000年10月までの間に、ゲンナイにデジタルワールドに招集され、アポカリモンを倒すだけでは完全に正すことは出来なかったデジタルワールドの歪みを正すために、紋章の力を使ってデジタルワールドを守護する力を目覚めさせた結果、紋章を失い各デジモンたちは完全体や究極体になれなくなっている。しかし終盤はチンロンモンのデジコアの1つの力で皆完全体になり、世界各地で戦った。
八神 太一（やがみ たいち）
声 - 藤田淑子
第1、2、4、7、8、10、11、13、17 - 21、27、32、35、37 - 43、45 - 48、50話、劇場版1作目、2作目に登場
前作の主人公。お台場中学校2年生。基本的に緑のブレザー制服を着ている（ヤマト、光子郎も同様）。前作と比べると多少の冷静さが生まれ、リーダーシップは前作同様絶大（『:』と同様）。大輔とは小学校の時のサッカークラブで先輩と後輩の関係であり、中学校に上がった後も彼に慕われている。中学になった後もサッカー部に所属している。1話でトレードマークであったゴーグルを自分のゴーグルを失った大輔に譲った。クリスマスにはヤマトと空の恋愛の後押しをした。
25年後に現実世界とデジタルワールドを繋ぐ外交官となる。一般女性と結婚し、息子がいる。
en:Taichi "Tai" Kamiya（タイチ・「タイ」・カミヤ）
石田ヤマト（いしだ ヤマト）
声 - 風間勇刀
第2、4、7、10、11、14、17 - 21、27、35、37 - 40、42、43、45、46、48 - 50話、劇場版1作目、2作目に登場
お台場中学校2年生。『02』では髪を長くし、「TEEN-AGE WOLVES（ティーンエイジ・ウルブス）」というバンドのボーカル兼ベースをしており中学生バンドにもかかわらずクリスマスのバンド大会でテレビ中継されるなど人気はかなり高くファンも多い。前作のドラマCDでは「浮いた話の一つも無い」とのことであったが、今はジュンなど女の子のファンも多い。前作に比べそれほど弟のタケルに過保護では無くなった。アグモンをカイザーに攫われ冷静さを失った太一に拳で活を入れたり、大輔が友情のデジメンタルを手にするきっかけを与えたこともあった。
年に1度の8月1日は、石田家にタケルを招き、スペシャルディナーをご馳走している。
大輔の姉、ジュンはヤマトの熱狂的なファンでヤマトを好いており、ヤマトは損な役回りをするはめになる。途中で空とは恋人関係になり（ドラマCDではテイルモンたちが意外だと言っていた）、劇中では語られていないがその後結婚し、両親によく似た娘と息子がいる。
25年後に人類初のパートナーデジモンを連れた宇宙飛行士となる。
もし『デジモンアドベンチャー』の三年目があれば宇宙からの敵を登場させる予定だったという設定があり、ヤマトが宇宙飛行士になったのはその設定の名残である。ヤマトはその宇宙の敵を調査するために宇宙飛行士になった。
今作のドラマCDでは過去に出会った眼が病気の女子高生（声 - 鈴木真仁）の件でガブモンと共に海に来て、彼女に何もしてやれないと途方に暮れていたが、ふとしたきっかけで吹っ切れ、自分の歌を録音したCDを送った。その少女は手術を行い、経過は良好らしい。このエピソードにはテンション高いサーファー乗りと根暗なかき氷屋（いずれも声 - 千葉繁）と絡んでいる。
en:Yamato "Matt" Ishida（ヤマト・「マット」・イシダ）
武之内 空（たけのうち そら）
声 - 水谷優子
第2、7、12、17、27、35、37 - 40、42、43、45、46、48、50話、劇場版1作目、2作目に登場
お台場中学校2年生。前作ではボーイッシュだったが今作ではだいぶ女の子らしくなっている。基本的に緑のセーラー服を着ている。また、世界中にダークタワーが現れた際にロシアでボルシチが食べられなくて泣き出すなど、責任感のあまりに押し潰された前作に比べ若干子供っぽくなっているようにも見える場面もあった。
3年前の冒険を経たことで視野が広がり、女の子らしいことにも挑戦を始めている模様。母親との関係も良好となり、今では華道や母親が高校時代にやっていたテニスを教えてもらっている模様。
今作ではヤマトに想いを寄せるようになり、クリスマスの日に恋人関係となり、劇中では語られないが後に結婚した。25年後には和風ファッションデザイナーとして活躍。母親から華道の家元を継いだかは不明である。両親と瓜二つな娘と息子がいる。
en:Sora Takenouchi（ソラ・タケノウチ）
泉 光子郎（いずみ こうしろう）
声 - 天神有海、櫻井孝宏（25年後）
第1、2、4、7 - 9、11、14、17 - 21、26、27、33 - 35、37 - 40、43、46、48、50話、劇場版1作目、2作目に登場
お台場中学校1年生。タケルとヒカリ以外の前作の選ばれし子供たちの中では比較的多く登場。京とは小学校の時のパソコン部での先輩後輩関係であり、今も慕われている。『02』では中学校のパソコン部に所属。
前作に比べてかなり背は伸びており（それでも本編では旧メンバーの6人の中で一番小さいが）、ディアボロモンの逆襲のころには前作で頭一つほど離れていたミミの背丈も越えた模様。やはり研究熱心で、自分一人ではゲートを開けないにもかかわらず、序盤では唯一のデジタルワールドへの出入り口だったお台場小学校のパソコン室に一人でやって来て、一人で考え事をしていたことも。
デジタルゲートを開くためには基本的にパソコンが必要となるため、大輔たちに頼られることも多い。「知りたがり」の性格は相変わらずで、デジタルワールドの存在には誰よりも興味津々。賢が味方になった後は、よく彼から話を聞いていた。デジタルゲートを探知するプログラムの開発、作戦会議での参謀役など、子供たちの頭脳として活躍する。
三年間経っているが、前作と同じパイナップルマークのノートパソコンを使用している。また、光子郎と同じパイナップルのノートパソコンをメインキャラではミミが、サブキャラではコピーゲンナイなどが色違いだが同型の物を使用していた。
三年間の間にデジタルゲートを感知するプログラムを開発しており、アメリカで偶発的に開いたゲートについてミミに伝えたり、世界中のゲートが開いたことを察知する場面などもあった。デジタルワールドにいるパートナーデジモンやエージェント、世界中のパートナーデジモンを持つ子供たちと連絡を取り合っており、彼の部屋で何度か新旧の選ばれし子供たちが集まって作戦会議などもしている。しかし英語で話すのは苦手。
25年後にデジタルワールドの研究家となり、一般女性と結婚し、娘がいる。
en:Koushiro "Izzy" Izumi（コウシロ・「イズィー」・イズミ）
太刀川ミミ（たちかわ ミミ）
声 - 前田愛
第2、6、7、14、17、25、27、33、35、37、38、40、42、50話、劇場版1作目、2作目に登場
中学校1年生。本作品では父親の仕事の都合で家族3人でアメリカ合衆国ニューヨークに在住。従兄弟の結婚式などの理由でたびたび日本に一時帰国したりデジタルワールドに来るが、登場のたびに髪形もファッションも大きく変化しているのが特徴。初登場の際はテレビ本編ではピンクに染めた髪にラメのようなものを散らしていて、服装も臍が出た丈の短い青と赤のTシャツにタイトスカートと活発そうな服装だったが、映画『ディアボロモンの逆襲』に登場した際、髪形は元の色に近い茶色に戻っていた。京に「ミミお姉様」と慕われることになる。相変わらず汚物系デジモンに好かれており、14話で恐らく前作のとは別個体のスカモンに言い寄られたが、今度はそのスカモンを湖の向こうまで殴り飛ばすという破格の攻撃力を発揮した。
前作では不平不満や願望をすぐに口に出すゆえにワガママにも見えたが、本作品では劇場版で日本に帰国し、前作より多少お姉さん的な性格になっている。
渡米しても日本の選ばれし子供たちと連絡はとっており、ドラマCDでビデオメール、本編ではアメリカからヒカリや光子郎と連絡を取っていた場面があった。持ち前の明るさからアメリカでもマイケルはじめ、男女問わず友人が多く、ニューヨークでは彼をはじめパートナーデジモンを持つ子供たちと知り合った。
彼女が『02』に初登場した回、ミミ曰く「懐かしくなって」1人でこっそりとやって来たお台場小学校のパソコン室で、新選ばれし子供たちに偶然遭遇した時に、デジモンアナライザーで紹介されてしまう。アメリカでの生活で英語を日常会話に支障がない程度には話せるようになった模様。
25年後には料理研究家となる。一般男性と結婚し、息子がいる。
en:Mimi Tachikawa（ミミ・タチカワ）
城戸 丈（きど じょう）
声 - 菊池正美
第2、5、7、14、16、17、27、33、35、37 - 43、46、48、50話、劇場版1作目、2作目に登場
中学校3年生。他の4人とは別の中学に通っているため、基本的に青いブレザー制服を着ている。ヤマト同様に髪を長くしている。前作同様今作でも受験生で、私立中学合格後の『02』では慶早高校合格を目指すため、再び勉強に励んでいる。あまり出番がなかったが、前作と比べると落ち着いていて頼もしくなった（ただし微妙な運の悪さは健在）。また、前回の冒険をきっかけに用意周到を心がけており、ゴマモンを救出に行った際大きなバッグを持っていった（中には懐炉、風邪薬などが入っている）。
劇場版2作目では高校に合格したものの、ディアボロモンの起こした騒動のせいで手続きに手間取っていた。
25年後には人類初のデジモン専門医者となる。一般女性と結婚し、息子がいる。
en:Joe Kido（ジョウ・キド）
アグモン
声 - 坂本千夏
第1、4、7、9 - 11、20、27、32、35、37 - 43、46 - 48、50話、劇場版2作目に登場
前作で太一と共に戦ったパートナーデジモン。デジモンカイザーに捕らえられ、イービルリングの実験でスカルグレイモンに強制的に進化させられた。さらに改造を加え完全体をも操れるイービルスパイラルでメタルグレイモン（青）となってしまうがライドラモンたちの活躍で、解放される。後にチンロンモンの力でクリスマス以降は完全体に進化できるようになり、フランスなどでホーリーエンジェモンと共に活躍した。後にチンロンモンからさらに力を与えられてウォーグレイモンにも進化し、ブラックウォーグレイモンと死闘を繰り広げた。
太一が後に現実世界とデジタルワールドを繋ぐ外交官となったように、アグモンも外交官のようなものになって太一と共に仕事をしている。
進化：コロモン→アグモン→グレイモン→メタルグレイモン→ウォーグレイモン→オメガモン
en:Agumon
ガブモン
声 - 山口眞弓
第4、7、11、18、20、27、34、35、37 - 40、42、43、46、47、50話、劇場版2作目に登場
前作でヤマトと共に戦ったパートナーデジモン。『02』では登場は少なめだった。クリスマス以降は完全体に進化出来るようになり、メキシコなどでスティングモンと共に活躍した。メタルガルルモンは『02』本編では未登場（回想シーンでは登場）、劇場版2作目では進化はするが（正確にはメタルガルルモンでは無くオメガモンの一部）すぐにオメガモンになってしまう。
後にヤマトと共に宇宙飛行士となる。
進化：ツノモン→ガブモン→ガルルモン→ワーガルルモン→メタルガルルモン→オメガモン
en:Gabumon
ピヨモン
声 - 重松花鳥
第1、2、7、12、27、33、35、37 - 40、42、43、47、50話に登場
前作で空と共に戦ったパートナーデジモン。理由は不明だが、一度だけパートナーの空がいないにもかかわらずバードラモンに進化していたことがある。『02』では登場は少なめだった。クリスマス以降は完全体に進化出来るようになり、ロシアなどでアクィラモンと共に活躍した。
後に和風ファッションデザイナーとなった空をサポートしている（彼女が仕上げた着物のデザインを見て目を輝かせていた）。
進化：ピョコモン→ピヨモン→バードラモン→ガルダモン
en:Biyomon
テントモン
声 - 櫻井孝宏
第1、2、7、10、11、18 - 20、27、32、35、37 - 40、43、47、50話、劇場版2作目に登場
前作で光子郎と共に戦ったパートナーデジモン。比較的多く登場し、劇場版にも登場している。光子郎の母、佳江からは“テントさん”と呼ばれている。クリスマス以降は完全体に進化できるようになり、中国などでエンジェウーモンと共に活躍した。比較的多く登場したわりに、前作のパートナーデジモンのなかで唯一成熟期→完全体の超進化バンクが、本編中一度も使用されていない。
後に光子郎と共にデジタルワールドを研究している。
進化：モチモン→テントモン→カブテリモン→アトラーカブテリモン
en:Tentomon
パルモン
声 - 溝脇しほみ
第6、7、14、25、27、33、35、37、38、40、47、48、50話に登場
前作でミミと共に戦ったパートナーデジモン。クリスマスプレゼントとして袋に入れられたり、不遇な扱いを受けた。25話では暴走するゴーレモンがダークタワーデジモンであること、人間の大人の女性（アルケニモン）のことを伝える。クリスマス以降は完全体に進化できるようになり、アメリカなどでエクスブイモンと共に活躍した。
後に料理研究家となったミミをサポートしている。
進化：タネモン→パルモン→トゲモン→リリモン
en:Palmon
ゴマモン
声 - 竹内順子
第5、7、16、27、35、37 - 43、47、48、50話に登場
前作で丈と共に戦ったパートナーデジモン。『02』では登場は少なめだったが、丈の“アレ”が“シーフードミックス攻撃”であることを即座に判断出来るほど分かり合っている。前作よりも随分と素直になった様子（『:』と同様）。クリスマス以降は完全体に進化できるようになり、オーストラリアなどでサブマリモンと共に活躍した。
後に医者となった丈をサポートしている（頭にナースキャップを被っている）。
進化：プカモン→ゴマモン→イッカクモン→ズドモン
en:Gomamon

## 準レギュラー、ボス級デジモン
ダゴモン
第13話にシルエットのみ登場
デジタルワールドとは異なる暗黒の海の世界である「ダゴモンの海」の海底に佇み、「古き神」と称される謎に包まれた完全体のデジモン。ヒカリを自らのいる世界へ呼び込み、ハンギョモンの姿を借りた謎の存在たちに捕獲させようとするが、タケルとエンジェウーモンの活躍によって阻止される。結局、ヒカリと直接会うことは無かった。
キメラモン
声 - 平田広明
第19 - 21、34、35話に登場
完全体・合成型デジモン・データ種。
デジモンカイザーが各地でデジモンのデータを集めて作った合成獣の姿をしたデジモン。子供たちのデジモン五体がかりの攻撃でも、かすり傷一つ負わないほどの戦闘力を誇る。
しかし、あまりの強さと移植したデビモンの腕に宿る暗黒の力で暴走を始め、カイザーの制御も受け付けなくなる。それでもマグナモンさえ敗北寸前まで追い込まれるが、ワームモンの犠牲により倒される。
賢がかつて経験した冒険の影響か、その姿はかつて賢とリョウが倒したデジモンである「ミレニアモン」に酷似している（正確に言うならば「ミレニアモン」は「ムゲンドラモン」と「キメラモン」が融合したデジモンである）。
必殺技は「ヒートバイパー」。
アルケニモン
声 - 山崎和佳奈
第24 - 39、41 - 48話に登場
完全体・魔獣型デジモン・ウィルス種。
及川の遺伝子情報をデータ化して作られた、蜘蛛女の姿をした魔獣型の人造デジモン。一人称は「あたし」または「私」。外見を人間と大差ない姿に擬態させる能力を持ち、普段は赤い服や帽子に紫のサングラスを掛けた女性の姿をしている。マミーモンに好意を寄せられており、基本的にスルー（言動が癪に障れば手痛く折檻）しているが、負傷した際の手当てを任せるなどの仲間意識はある。バギーに乗って行動する。
自分の毛髪をダークタワーに挿入することで、ダークタワーデジモンを生み出す。1本で成熟期、10本で完全体、100本で究極体を造ることが出来る。他にもフルートの音を使って昆虫型デジモンを操ることも出来る。
最期は選ばれし子供たちへの見せしめのように、復活したベリアルヴァンデモンに心を読まれ、その内容を再現する形で惨殺される（その死はマミーモンに深い悲しみを与えた）。他のデジモンとは生まれが異なり、死に場所もデジタルワールドではなかったため、はじまりの町で生まれ変われるかは不明である。
必殺技は「スパイダースレッド」（本編では多用している）と「プレテーションスパイダー」（デジモンアナライザーで表記されているが、本編では未使用で終わっている）。
また、人間態は後のアニメ『デジモンフロンティア』第11、17話（こちらでは悪意が無い善良なデジモン（マミーモンも同様）として描かれている）と『デジモンゴーストゲーム』（人間態の姿を見せた際に、本作品の設定資料でしか見せていなかったサングラスや帽子を外した姿を見せている）でも登場している。
マミーモン
声 - 森川智之
第29 - 40、42 - 48話に登場（本編での初登場は第29話からだか、それ以前には後期オープニングアニメーションに人間態の姿で登場している）
完全体・アンデッド型デジモン・ウィルス種。
アルケニモンと同じ方法で生み出された彼女の相棒で、外見は隻眼のミイラ男。一人称は「俺」。人間に擬態した際は、運転手の様な青い服や帽子と杖（愛銃オベリスクの擬態）を持つ男性の姿をしているが、元々備わっていた能力では無いせいか、アルケニモンの擬態と違い（隻眼はそのままのため、片目側は瞼すら無いなど）あまり人間らしい姿はしていない。また、バギー等の乗り物の運転を担当したり、意外な特技として料理が出来るという一面があり、作中ではエプロン姿でワインを使った煮込み料理を作っていた。
アルケニモンに好意を抱き片思いをしていたが、余計な言動ばかり（加えて出自的には、実の兄弟姉妹めいた関係だと理解していない態度）のせいか最後まで実らなかった（曰く、自分以外に相応しい相手はいないと本気で思っていたらしく、否定されても諦めなかった程）。
大輔たちに会う前はホーリーストーンを探し回っており、破壊計画を考えていた（ただし、ホーリーストーンの強度や破壊後の危険性については十分には調べていなかった）。
最期はアルケニモンがベリアルヴァンデモンによって惨殺され、死ぬ事も覚悟で彼女の敵を討つために「スネークバンデージ」を放ったが簡単に引き千切られ、オベリスクからの銃撃で立ち向かうも「メルティングブラッド」で返り討ちに遭い、跡形も無く消滅した（なお、ベリアルヴァンデモンに挑んだ際にはアルケニモンに対する愛情が本物であったことが判明する台詞を言っている）。他のデジモンとは生まれが異なり、死に場所もデジタルワールドではなかったため、はじまりの町で生まれ変われるかは不明である。
得意技は「スネークバンデージ」（本編では多用している）。必殺技は「ネクロフォビア」（デジモンアナライザーで表記されているが、本編では未使用で終わっている）。
また、本作で登場した人間態は、仮の姿として定着したのか、後のアニメ『デジモンテイマーズ』第6話（シルエットでの登場）と『デジモンフロンティア』第11、17話（こちらでは悪意が無い善良なデジモン（アルケニモンも同様）として描かれている）、および漫画『デジモンネクスト』第12話と第13話（デジモンの姿の上に服や帽子を着込んでいるだけで、第13話で上着を一度脱いで肩に羽織った本来に近い姿となった）でも登場している。
ブラックウォーグレイモン
声 - 檜山修之
第30 - 37、46、47話に登場
アルケニモンの毛髪と100本のダークタワーが合成・変化して生まれた究極体のダークタワーデジモン。そのため、厳密に言うとデジモンでは無い。一人称は「俺」。
ダークタワーデジモンだが、なぜか「心」を持っていた。アルケニモン曰く「プログラムのカスが流れ込んだから」らしいが、アグモンは「僕たちと仲間になるために心を持ったんだ」と説得する。アルケニモンとマミーモンには従わず、自分の存在意義を追い求め、第三勢力として選ばれし子供たちに襲い掛かり、強き者を探しながらホーリーストーンを次々と破壊していく。
100本のダークタワーから生まれたため、存在自体が世界に多大な影響を与え、歩くだけで位相が乱れてしまう。また、時空を歪ませ他の世界へと渡ることも出来る。最後のホーリーストーンから現れたチンロンモンの、存在するだけで世界のバランスを崩してしまう自身の存在を否定しない言葉に心を動かされ、時空の歪みに入りその後、自分の存在を許容出来る世界を探してさまざまな世界を彷徨した。
しかし、そのような世界は見つからず、しばらくして現実世界にやって来て自分の生みの親の親、つまりはルーツである及川を殺そうとし、それを止めようとする子供たちとも戦う。戦いを経た後のアグモン・ブイモン・ワームモンの言葉に心を動かされ、及川の悪行を伊織の祖父・主税と同様に説得して止めようとするが、謎の影の力（後にベリアルヴァンデモンだったことが判明する）で狂った及川の攻撃から主税を庇い致命傷を負う。この際、及川がベリアルヴァンデモンに支配されていることを悟っていた。同時に自らの死を悟り、ベリアルヴァンデモンの企みを阻止するためにダークタワーで作られた自らの身体をデジタルワールドと光が丘とのゲートを封印するための「人柱」となり消滅した。ブラックウォーグレイモンの死後、デジタルワールドの封印を行った地にブラックウォーグレイモンを模した文様が現れた。
上記に記してあるようにデジタマから産まれたデジモンではないためアルケニモンとマミーモン同様、はじまりの街でデジタマとなって生まれ変われるかどうかは不明である。
必殺技は「ガイアフォース」、「ブラックトルネード」。
チンロンモン
声 - 小杉十郎太
第34、35、37、39話に登場
究極体・聖竜型デジモン・データ種。
「デジタルワールドを守護する力」である四聖獣の一角を担うデジモン。東のエリアを守護している。前作では他の四聖獣共々ダークマスターズに封印されていた（小説版ではチンロンモンを封印したのはダークマスターズのリーダーであるピエモンということになっている）。8人の選ばれし子供たちの活躍と紋章により四聖獣の封印が解け、チンロンモンはタケルとヒカリの紋章である希望と光の力で封印が解ける。
『02』では四聖獣はダークタワーによって力を弱められていた。クリスマスには力が戻り切っていないにも関わらず、ゲンナイを介して大輔たちに自分のデジコアの一つを託す。アグモンたちを完全体・究極体にしたりなど、デジモンの中でも超越した存在である。『02』に登場する唯一の四聖獣であるが、チンロンモンの発言などから他の四聖獣たちも彼と同様に子供たちをサポートしていた可能性はある。また、チンロンモンはデジタルワールドの光と闇の双方の共存を理念としているようで、光の使者であるホーリーエンジェモンのようにブラックウォーグレイモンの存在を否定することはなかった。破壊されたホーリーストーンの跡地に、その代わりとなる光の種を植えた。前作の小説版によると『アドベンチャー』の四聖獣は太一たちの前の選ばれし子供たちのパートナーデジモンが永い年月の果てに進化したものであるとのこと。
『デジタルワールドの安定を望む者』との関わりがどのような物かは不明となっている。
デーモン
声 - 菊池正美
第43 - 45話に登場
究極体・魔王型デジモン・ウィルス種。
暗黒の種を狙って現れたデジモン。スカルサタモン、レディーデビモン、マリンデビモンを引き連れて現実世界に現れ、配下達に各地を破壊して回らせ、自身は賢の身柄引き渡しに出向いた。最後は光が丘にて賢のD-3の力でダゴモンの海に飛ばされる。ダゴモンの海に飛ばしたことに対し、「いずれ後悔する」という後の伏線的捨て台詞を残したが、その後どうなったか不明となっている。
闇の世界の首魁だけあって、その実力は本作品に登場したボス級デジモンの中でも別格の実力の持ち主であり、アルケニモンやマミーモンが戦いを仕掛けなかったことからもその恐ろしさをうかがえる（実際に二体をあっさり弾き飛ばした程）。
さらに配下も三体と少数ながら、スカルサタモン一体にインペリアルドラモンが行動不能にされた上にメタルグレイモン達をスピードで翻弄し、特性的に圧倒的優位だったホーリーエンジェモンとエンジェウーモンを寄せ付けず、さらにアグモン達が現実世界滞在の負荷で進化が解けたために、デジタルワールドに戻らざるを得なくなったことからも、個々が並外れた戦闘力を誇る。
デーモン自身もインペリアルドラモン、シルフィーモン、シャッコウモンの攻撃を物ともせず、敵の攻撃を吸収して巨大化、さらにはデジタルゲートを自力で開くことが可能なために、京と伊織は戦意を失いかけた。結局大輔たちが総力を挙げても、完全に倒すことは出来ず、特殊な別世界に追いやることでしか退くことは出来なかった。
作中ではどのような目的で暗黒の種を狙ってきたかは最後まで明かされなかったが、劇場版『tri.』ではゲンナイと瓜二つの謎の男がディアボロモンと共に名前を出している。
劇中のマント姿は本来の姿ではなく、またマントに隠れていない手や足も本来のデーモンの物とは違うものである。
必殺技は「フレイムインフェルノ」。
ベリアルヴァンデモン
声 - 森川智之（及川の声を模倣）
第48 - 50話に登場
究極体・魔王型デジモン・ウィルス種。
前作で倒されたはずのヴァンデモンのデータが、ヴェノムヴァンデモンよりもさらに進化を遂げて復活した姿であり、本作品の黒幕。前作で太一たちに倒され、わずかなデータのみとなったところを及川の心に取り付くことで生き延びていた。
今作では、及川を利用して暗黒の種のオリジナルを持っていた一乗寺賢をメールによる誘導でダゴモンの海にまでおびき寄せ、彼のデジヴァイスを暗黒デジヴァイスに変化させることで、彼の中にあった暗黒の種を開花させ、デジモンカイザーへと変貌するきっかけを作っている。
デジモンカイザー事件後のクリスマス以降は、トラウマを抱えた子供たちを集めて、賢の中にある暗黒の種の複製を植え付け、やがて開花した暗黒の種を自らのエネルギーとして吸収、さらには異世界の思いを具現化する力でさらなる進化と共に復活した。
ヴェノムヴァンデモンと違い、知性を保ったままパワーが上昇しているが、悪知恵と残虐さにおいては3年間の鬱憤か大きく増しており、言動も荒々しくなり一人称は「私」から「俺」に変わっている。
前作同様「現実世界とデジタルワールドを完全なる邪悪な世界に統一し、両世界を統べる王となること」という野望を、あれだけ酷い目にあっても望みを諦めずに持ち続けていた。
また、用済みの部下を自らの手で始末する気質も変わっておらず、復活した後は、アルケニモンとマミーモンを選ばれし子供たちの前で見せしめ同然に殺害する。そして、大輔以外の選ばれし子供たちを恐怖で戦意喪失にまで追い込み、さらには「マインドイリュージョン」で幻覚の理想へ追い込むも、希望を取り戻した子供たちと異世界の力で現れたパートナーデジモンの全進化形態の一斉攻撃を喰らい、ドラゴンモードとファイターモード、それぞれ2体のインペリアルドラモンが同時に放った「ダブルポジトロンレーザー」の衝撃によって生じた空間の裂け目からデジタルワールドに逃げ込む。しかし、その後ダメージを回復させたところでさらに邪悪な力を吸収し、それによって得た力で地球を邪悪で覆い尽くそうとする。インペリアルドラモン、シルフィーモン、シャッコウモンを圧倒するが、世界中の選ばれし子供たちとパートナーデジモンの力で邪悪な力をかき消された挙句、誘拐された子供たちが夢を取り戻し、実体を保てなくなったところをインペリアルドラモンの最強必殺技である「ギガデス」を喰らいついに完全に消滅した。
得意技は「ハウリングブラッド」。必殺技は「パンデモニウムフレイム」（デジモンアナライザーで表記されているが、本編では未使用で終わっている）、「メルティングブラッド」。
ゲンナイ
声 - 平田広明
第7、27、39、50話に登場
前作の老人だったゲンナイと同一人物だが、前作45話の青年のような姿をしている。復活したチンロンモンに仕えてこの3年間、世界中のコンピュータのデジモンに関する情報、研究をコントロールしていた。この3年間の間にエージェントはコピーされて増え、ゲンナイと全く同じ姿を持つが、ベンジャミン（アメリカ）[40]、ジャッキー（中国）[40]、ユーカリ（オーストラリア）[41]、ホセ（スペイン）[42]、イリア（ロシア）[42]など名前の違うエージェントが多数登場した。フランスではヤマトとタケルの祖父・ミッシェルがサポートしたため、フランスにエージェントがいたのかどうか不明となっている。
なぜ若返ったかは明確ではないが、前作の小説によるとピエモンにより埋め込まれた黒い物体の影響を抑えるため、老化して代謝を抑えたとのこと。
及川 悠紀夫（おいかわ ゆきお）
声 - 森川智之
第38・39、44 - 48、50話に登場
本作品の黒幕である人物。一人称は「俺」または「私」で、時々「僕」にもなる。伊織の殉職した父・浩樹は、唯一の友人であり親友であった。また、賢の父の同僚でもある。研究部署のテーマであったヒトゲノムの解析を利用し、アルケニモンとマミーモンを自らの遺伝子を基にして作り出す。
子供のころから浩樹と共にデジタルワールドの存在を信じ、その世界に行ってみたいと願っていた。しかし、親友を失ってしまった哀しみと、少年時代に叶わなかったその願いに漬け込まれ、選ばれし子供たちに倒されデータとなったヴァンデモンに取り憑かれてしまい、ベリアルヴァンデモンへの進化・復活を促してしまうことになる。
取り憑いたヴァンデモンにより人造デジモンを生み出す方法や、デジタルゲートを開く手段、ダークタワーやイービルリングや暗黒の種などの暗黒の物品の知識を得た（本人はヴァンデモンの声を自分の心の声だと思い込んでいた）が、それは全てヴァンデモンによる復活のための策略だった。デジタルワールドへのゲートを開いても自分が通ることは出来なかったため、環境を変えて自分も行けるようにするために賢をデジモンカイザーに仕立て挙げたり、アルケニモンやマミーモンを使ってデジタルワールド中にダークタワーを建てさせた。
しかし、ブラックウォーグレイモンがゲートを封印したためにデジタルワールドへ行くことは叶わなかった上、全てがヴァンデモンに仕組まれていたことを悟るが、ヴァンデモンが身体から抜け出したことで生命力のほとんどを失う。
最期は浩樹の息子である伊織に担がれて、憧れていたデジタルワールドの目の前にまで行き、そこで自分のパートナーデジモンであるピピモンに会うこともできたものの、ベリアルヴァンデモンに蝕まれた自らの体の長くない未来を悟り、戦いで荒れ果てたデジタルワールドを元に戻したいという願いと共に異世界の力で光輝く蝶に姿を変え、ピピモンと共にデジタルワールドに消えていった。
光輝く蝶に姿を変えた後は子供たちを見守っているようで、最終回のラストシーンでは複数匹が飛んでおり、さらに『デジモンクロスウォーズ〜時をかける少年ハンターたち～』では賢とスティングモンが登場した際には3匹が飛んでいた。

## 選ばれし子供たちの家族、その他の登場人物
大輔の母
声 - 浦和めぐみ
第14、15、35、45、50話に登場
大輔が賢を家に泊らせた際、夫と共に浮かれて寿司の特上を頼もうとした。少しミーハー。
大輔の父
声 - 高橋広樹、遠近孝一（第15話）
第14、15、35、38、50話に登場
出版関係の仕事をしている。大輔が賢を家に泊らせた際、勉強を教えてくれと頼んでいた。ヤマトとタケルの母・奈津子とも仕事上の付き合いがある。
本宮ジュン（もとみや ジュン）
声 - 村井かずさ
第4、7、14、15、18、19 - 21、32、35、38、43、45、50話に登場
大輔の6つ年上の姉、高校2年生。大輔同様、ヴァンデモンのお台場襲撃の際、ヴァンデモンに捕らわれた子供の一人だった。いつもパンク系のファッションをしており、テンションの高い性格。行く先々で大輔の悪口を言っているが、険悪な関係ではない。
ヤマトに片思いしていたが空と付き合っていることを知り失恋。2002年12月26日以降はシュウに惚れる。しかし、ヤマトのファンであることは止めていなかったようで、その後も彼女の携帯電話にはヤマトのストラップがついている。
前作の小説版にも名前こそ出ないものの登場しており、そこではヴァンデモンに攫われたことで泣いている大輔を慰めるなど優しい一面を見せていた。
ドラマCDによると彼女にもパートナーデジモンが現れている。
京の母
声 - 鯨エマ
第6、45、49、50話に登場
夫とともにコンビニ「アイマート」を経営する。彼女のほうが夫より3つ年上。
京の父
声 - 遠近孝一
第7、15、50話に登場
家族で経営するコンビニ「アイマート」の店長。お店のキャッチフレーズは「愛と純真の店」。
井ノ上万太郎（いのうえ まんたろう）
声 - 高橋直純
第15、25、39、43、50話に登場
京の家の長男で大学生。時々、家業のコンビニを手伝っている。
井ノ上百恵（いのうえ ももえ）
声 - 夏樹リオ
第25、38、39、43、45、50話に登場
京の家の長女で高校2年生。演劇部に所属しているらしく、妹の京と共に音響作成をしている。ジュンとは仲が良く、一緒にヤマトのコンサートを見に行ったりもした。ドラマCDによると彼女にもパートナーデジモンが現れている。
井ノ上千鶴（いのうえ ちづる）
声 - 夏樹リオ
第14、25、39、43、45、50話に登場
京の家の次女でお台場中学2年生。ヤマトと同じクラスで、ジュンの頼みでよくヤマトのことをスパイしていた。ドラマCDによると彼女にもパートナーデジモンが現れている。
火田主税（ひだ ちから）
声 - 富田耕生
第5、14、16、24、43、45、47、50話に登場
剣道を伊織に教える厳格な祖父。チューチューゼリーが好物。
かつて息子・浩樹とその友人・及川がデジタルワールドに夢中になることを嫌い、その世界の存在を強く否定した。後に浩樹の殉職によって唯一の理解者を失い孤独になった及川の屈折を目の当たりにし、そのことを激しく後悔した。終盤、及川に歩み寄り浩樹について語り合える友人になって欲しいと説得しようとしたが、ベリアルヴァンデモンに身体を支配された及川は、既に後戻りの出来ない状態にあった。
火田富美子（ひだ ふみこ）
声 - 光明寺敬子
第2、6、16、45、47、50話に登場
伊織の母。おはぎやかんぴょう巻きを作るのが得意で、京から絶賛されていた。極度の心配性である。
火田浩樹（ひだ ひろき）
第43、44、47 - 49話に登場
伊織の父で伊織が尊敬している人の一人。数年前にロンドンで要人を庇って殉職した警察官。少年時代を経て大人になっても、及川と共にデジタルワールドの存在を信じていたが父・主税により強く否定される。孤独な及川にとっては、たった一人の理解者であり、親友でもあった。
高石 奈津子（たかいし なつこ）
声 - 坂本千夏
第1、33、38、43、46、48 - 50話に登場
ヤマトとタケルの母親。『02』では夫とヤマトと同じお台場に引っ越した。仕事の都合で家を空けることもしばしば。
職業はノンフィクションライターで、7年前からデジモンに関する事件を調べていて、7年前の光が丘の爆弾テロ事件や3年前のお台場の霧事件のことを調べているが、息子たちのことは伏せていた。2003年の春には「デジモン評論家」という肩書きを頂戴し、調べられる側になってしまった。
八神裕子（やがみ ゆうこ）
声 - 水谷優子
第17、45、50話に登場
太一とヒカリの母親。
賢の母
声 - 百々麻子
第3、7、8、11、18、21、23、24、26、35、38、43、45、50話に登場
治、賢の母親。息子たちの賞賛に溺れてしまっていたが、賢が戻ってきた後に自分たちが親失格と悔い改めた。カイザー時代、賢の変貌振りを気に病んでいた。なお、作中にて作るご飯は毎回ハンバーグだった。その後、友達の家に泊まるようになった息子やクリスマスで大輔たちを呼んだことは子供たちの笑い声が聞こえることを喜んだ。
賢の父
声 - 木村雅史
第3、8、11、18、21、23、24、26、45、46、48、50話に登場
治、賢の父親。天才少年の親と取りざたされていた。行方不明だった賢が戻ってきた時、賢の本心を解ってやれなかったと悔やんだ。同時に治をもっと遊ばせてあげなかったことも悔やむ。及川とは同僚だった。その後、賢が何かを隠していたことを知りながらも黙っていたが、デーモンとの戦いの後、遂に全てを話してもらい、妻と共にワームモンとも出会う。
一乗寺 治（いちじょうじ おさむ）
声 - 朴璐美
第21、23、26、38、44、49話に登場
賢の2つ年上の兄。賢曰く「本当の天才」で賢にとって憧れの兄であるが、シャボン玉を上手く吹くことが出来なかった。
賢が兄のおまけとして扱われるようになってきたころ、デジヴァイスを入手するが、反応せず、賢が選ばれし子供に選ばれたことに嫉妬。そのことで賢を責め立て、賢から「治兄さんなんて、いなくなればいい」と恨まれてしまう。しばらくして、賢の眼前で交通事故に遭い、死亡し、帰らぬ人になる。
ゲームでは賢は一人部屋で彼は出てこないが、あくまでアニメとはパラレル。
デジモンカイザー時代の賢の姿は治そのもの。
石田裕明（いしだ ひろあき）
声 - 平田広明
第7、17 - 19、21、33、38、39、43、47 - 50話に登場
ヤマトとタケルの父親。前作同様、長男のヤマトと暮らしている。『02』ではパソコンを買わされたり、キャンプの保護者にされたりと影で協力させられた。ドラマCDによると彼も昔バンド活動をしていたようだが歌は歌わなかったらしい。2003年では、選ばれし子供たちへの取材をしないように他局に働きかけた。
また、担当声優の平田は本作品のナレーションも兼任しており、ドラマCDではそのことに触れたネタがあった。
ミッシェル
声 - 平田広明
第41、42話に登場
ヤマトとタケルの祖父で、奈津子の父親であるフランス人。時代劇口調も出来るほど日本語が流暢なパリっ子。サイドカーを乗り回すほど若々しいが、元気すぎて太一やタケル、パートナーデジモンたちも引っ張りまわしていた。
武ノ内春彦（たけのうち はるひこ）
声 - 森川智之
第33、48、50話に登場
空の父親。前作に登場した淑子の夫である。大学の人文学部教授で京都で主に狐狸（こうり）や妖怪について研究をしている。デジモンを付喪神の一種のようなものではないかと考えている。仕事の都合で妻子と別れて暮らしている。婿養子ではないのだが、妻の華道の関係で苗字を変えることになった。2003年の春には高石奈津子同様に「デジモン評論家」という肩書きを頂戴し、デジモンたちやデジタルワールドを一般に正しく認知されるように奮闘した。その後、光子郎同様デジタルワールドの研究もしている様子。ドラマCDによると10月が誕生日。
泉佳江（いずみ よしえ）
声 - 荒木香恵
第18、27、33、38、39、42、48、50話に登場
光子郎の養母。子供たちにおにぎりやドーナツを差し入れした。少々子供っぽいところがあり、息子の光子郎に窘められることもあるが、子供たちに理解のある女性。テントモンのことを「テントさん」と呼ぶ。
城戸シュウ（きど シュウ）
声 - 菊池正美
第33、44、45、48、50話に登場
城戸家の次男で丈の次兄。昔は医学部だったが、現在は空の父の下で研究助手をする大学生。1999年のお台場霧事件の時は高校の陸上部の合宿のため、お台場にはいなかった。陸上では全国大会に行くほどの実力を持ち、大学では映画制作なども行う多趣味な人。前作で丈が「兄さんたち」というセリフを言っており、前作から設定だけはあった。ドラマCDによると彼にもパートナーデジモンが現れている。後に光子郎と同様デジタルワールドの研究をしている。
丈の父
声 - 菊池正美
ドラマCD「未知へのアーマー進化」に登場
息子たちに対して理解のある父親。
丈の母
声 - 菊池正美
ドラマCD「未知へのアーマー進化」に登場
藤山先生
声 - 遠近孝一
第2話に登場
元太一たちの担任でもある先生。パソコン部の顧問でもあるが、パソコンが出来ずあまり登場しない。
祥月教授
声 - 平田広明
第3、8話に登場
城南大学情報工作部の教授。カイザー時代の賢が作り出したコンピュータープログラム優勝作品を見て、驚愕した。賢の特集雑誌にも取り上げられた。
秋山遼（あきやま りょう）
第23、43話に登場
2000年に賢と一緒にデジタルワールドを旅した少年。前作の劇場版にもトルコから応援メールを送る姿でワンシーン出演した。アニメ版デジモンとリンクしたゲーム版シリーズでの主人公。ただし、ゲーム版はあくまでアニメとはパラレルワールドである。
前作でのゲーム版では少しばかり気が弱くお人好しな少年だったが、賢が親友兼弟分だったこともありタッグテイマーズではデジモンテイマーズの遼と近い性格になった。ゲーム版では、さまざまなデジモンと心を通わせることができる特殊な能力を有しており、不可能を可能に変えてしまうとも言われている。
ゲーム版『ディーワンテイマーズ』では、ミレニアモンとの最後の戦いで異次元に飛ばされてしまい、現実世界では行方不明となってしまうが、アニメではどうなったかは不明。『デジモンテイマーズ』に登場する秋山遼とは同一人物だと関弘美プロデューサーにコメントされるが、シリーズディレクターの2人はそのことを知らなかったりしたことから、2つのアニメの秋山遼の整合や、ゲームとの矛盾などが多い。
川田範子（かわた のりこ）
声 - 浦和めぐみ
第41、43、45 - 48、50話に登場
及川により暗黒の種を植え付けられた少女。それからは天才的な能力を持つが、家族を罵ったり性格は豹変した。天才で無くなった賢のことを侮蔑し、ストーカー呼ばわりした。大輔たち選ばれし子供たちの助けを借りて夢を取り戻しパートナーデジモンを得る。
将来の夢は幼稚園の先生、パートナーデジモンはプニモン（声 - 重松花鳥）。
吉沢孝（よしざわ たかし）
声 - 徳光由禾
第40、43、45、46、48、50話に登場
及川により暗黒の種を植え付けられた少年。それからは天才的な能力を持つが、性格は豹変した。大輔たち選ばれし子供たちの助けを借りて夢を取り戻しパートナーデジモンを得る。
将来の夢は野球選手、パートナーデジモンはポヨモン。
倉田けいこ（くらた けいこ）
声 - 野田順子
第43、45、46、48、50話に登場
及川により暗黒の種を植え付けられた少女。それからは天才的な能力を持つが、性格は豹変した。大輔たち選ばれし子供たちの助けを借りて夢を取り戻しパートナーデジモンを得る。
将来の夢はケーキ屋さん、パートナーデジモンはユキミボタモン（声 - 竹内順子）。
芝田浩（しばた ひろし）
声 - 松本美和
第42、43、45、46、48、50話に登場
及川により暗黒の種を植え付けられた少年。それからは天才的な能力を持つが、性格は豹変した。大輔たち選ばれし子供たちの助けを借りて夢を取り戻しパートナーデジモンを得る。
将来の夢は漫画家、パートナーデジモンはニョキモン。
女の子
声 - 水谷優子
『ディアボロモンの逆襲』に登場。
眼鏡を掛けた少女。丈に頼まれて自転車を賢に貸し、丈と共に東京湾に徒歩で向かった。映画のエンディングで丈と共に写真に写るなど、脇役の割には優遇された扱いを受け、『ディアボロモンの逆襲』のDVDのおまけでもそのことについて触れられている。登場した全てのシーンで丈と一緒に映っている。
なっちゃん
声 - 宍戸留美
ドラマCD「夏への扉」に登場。
名前を付けたのはミミ、理由は夏だから。なっちゃんの声が最初に聞こえた大輔に好意を寄せる。その正体はデジモン。パートナーのいるチビモンやグミモンに嫉妬し、「あんなデジモンのどこが良いの？」と大輔に問いかけたり、チビモンに嫌味を言ったりした。終盤で凶暴なデジモンに変貌して大輔たちに襲いかかるが、それでも優しく寄り添ってくれた大輔に対し感謝の言葉を届けて消滅し、デジタマとなって再生した。その後大輔たちがなっちゃんのパートナーを探しにいくところで物語は終わったので、大輔たちが探し当てられたか、そもそもパートナーの人間が存在するかは謎である。

## 外国の選ばれし子供たち
世界中に立ったダークタワーを壊すため、大輔たち選ばれし子供たちとともに現地で協力した。ほとんどの場合、1999年夏の上空に現れたデジタルワールドを見たことや、2000年春のネット上で戦うアグモンたちに応援メールを送ったことで選ばれた。
光子郎曰く『パートナーデジモンを持つ子供たち』。デジモンたちはそれぞれパートナーと同じ国の言語を話すが、デジタルワールドで日本語以外の言葉を話すデジモンは登場していない。彼らの声はレギュラー声優陣がかけもちした。詳しい数は不明だが、ここで名前が出ているキャラより多くのパートナーデジモンやパートナーデジモンを持つ子供は存在する。
マイケル
声 - 吉田古奈美
第14、33、40、50話に登場
アメリカの選ばれし子供。アニメで初めに登場した『パートナーデジモンを持つ子供たち』。ミミのアメリカでの友人、マイケルの父親（声 - 風間勇刀）はハリウッドスター。パートナーはベタモン（→シードラモン）（声 - 志賀克也）。
マリア
声 - 荒木香恵
第40、50話に登場
アメリカの選ばれし子供。ヒスパニック系の少女。パートナーはケンタルモン。なお、アメリカの選ばれし子供たちとミミは、ある事件の時に一度顔を合わせている。
サム
声 - 荒木香恵
第40、50話に登場
アメリカの選ばれし子供。アフリカ系アメリカ人の少年。パートナーはフレアリザモン（声 - 櫻井孝宏）。
ルー
声 - 徳光由禾
第40、50話に登場
アメリカの選ばれし子供。ネイティブ・アメリカンの少年。パートナーはトータモン。
スティーブ
声 - 櫻井孝宏
第40、50話に登場
アメリカの選ばれし子供。ユダヤ系少年。パートナーはユキダルモン。
テータム
声 - 天神有海
第40、50話に登場
アメリカの選ばれし子供。アイルランド系の少女。パートナーはエアドラモン。
ホイ三兄弟
声 - 長男：風間勇刀、次男：野田順子、三男：木内レイコ
第40、42、50話に登場
中国香港の選ばれし子供たち。3人ともヒカリと出会った以降、彼女に惚れていた。パートナーは3人ともシャコモン（→オクタモン）（声 - 1：吉田小南美、2：徳光由禾、3：櫻井孝宏）。
ミーナ
声 - 前田愛
第40、50話に登場
インドの選ばれし子供。パートナーはメラモン（声 - 木村雅史）。
月紅（ユエホン）
声 - 竹内順子
第40、50話に登場
中国大陸の選ばれし子供。パートナーデジモンはハヌモン。
ディエン（Điện）
第40、50話に登場
ベトナムの選ばれし子供。パートナーデジモンはゴリモン。
ディンゴ（DINGO）
声 - 坂本千夏
第41、42、50話に登場
オーストラリアの選ばれし子供。パートナーはガニモン（→シーラモン）（声 - 藤田淑子）。魚介系デジモンとの交戦を経て魚介類を使ったメニューを食べていた。
カトリーヌ（Catherine）
声 - 浦和めぐみ
第41、42、50話に登場
フランスの選ばれし子供。太一とタケルにほっぺにキスされたが、本人はタケルの祖父のミッシェルのほうがタイプなようだった。日本語も喋れる。パートナーはフローラモン（→キウイモン）（声 - 竹内順子）。
チチョス
声 - 夏樹リオ
第42、50話に登場
メキシコの選ばれし子供。賢が気に入り、ワームモンと仲が悪かったが、スティングモンに進化・活躍して和解した。最後にはクリスマスにみた夢には賢とスティングモンが登場していた。パートナーはゴツモン（→モノクロモン）（声 - 木内レイコ）。
ユーリ
声 - 高橋直純
第42、50話に登場
ロシアの選ばれし子供。パートナーはクワガーモン（声 - 風間勇刀）。
ローラ
声 - 朴璐美
第42、50話に登場
ロシアの選ばれし子供。パートナーはスナイモン（声 - 平田広明）。
アンナ
声 - 木内レイコ
第42、50話に登場
ロシアの選ばれし子供。パートナーはユニモン（声 - 山口眞弓）。

## その他のデジモン
エレキモン
第3話に登場
成長期。
カイザーの狩りの際、ムチで打たれ、イービルリングをつけられた別個体のエレキモンに攻撃される。前作に登場したはじまりの町に住むエレキモンと同一人物かは不明となっている。
ガジモン
第4話に登場
成長期。
ベジーモンたちによって、奴隷扱いされたが、大輔たちに解放される。
アンドロモン
声 - 梁田清之
第7、37話に登場
完全体。
前作に登場したアンドロモンと同一個体。イービルリングに操られていたが、完全には支配されてはいなかった。ヒカリの説得とデジヴァイスの光で洗脳が弱まり、リングを破壊して支配から解放される。
ゲコモン、オタマモン
第6、15話に登場
ゲコモンが成熟期でオタマモンが成長期。
前作でミミと共にダークマスターズと戦った城のデジモンと同一人物。もりもりの森でイービルリングを着けられていたが、ミミと京の活躍で正気に戻る。
リボルモン
声 - 草尾毅
第12話に登場
成熟期・突然変異型デジモン。
自称・正義の味方でスターモンのライバル。ギャンブルと女の子が大好き。捕らえられていた空と京を助け出した（ピヨモン、ホークモンはオマケ？）。
ハンギョモン
声 - 植村喜八郎
第13話に登場
暗黒の海でイービルスパイラルに苦しめられていたデジモン。しかしイービルリングを付けたエアドラモンが倒され、イービルスパイラルから解放されると別の姿となり、ヒカリを暗黒の海へ留めようとした。
この時はまだイービルスパイラルは量産できておらず、カイザーが自分が選んだ一部のデジモンに付けていただけであり、さらに若干通常のイービルスパイラルとは仕様が異なるため、彼らがつけていたイービルスパイラルがデジモンカイザーの物かは不明となっている。
厳密に言えばハンギョモンの姿に変えられた謎の存在であり、子孫を残すためにヒカリを彼らの神の花嫁にしようとした。この時の姿はクトゥルフ神話の深きものどもと同じであった。
デジタマモン
声 - 堀川仁
第14、36、37、49話に登場
完全体・パーフェクト型デジモン・データ種。
前作に登場したデジタマモンと同一個体で、現在もデジタルワールドのレストランの店長をやっている。前作での悪行を後悔し地道に商売することを目指していたが、商売には相変わらず厳しく支払いもドルでしか受け付けない。デジモンカイザーに操られたゴリモンからミミたちを守った後、自身もイービルスパイラルに支配されたが、シュリモンの活躍で解放された。また、第36話で登場した中華街にも別個体のデジタマモン（レストランの店長をやっている個体の仲間）がいる。
スカモン
声 - 浦和めぐみ
第14話に登場
成熟期・突然変異型デジモン・ウィルス種。
終盤に現れて、ミミをデートに誘おうとするが、激怒した彼女に殴り飛ばされた。前作と同様にチューモンを乗せている。前作に登場したスカモンとチューモンとは別個体のようだが、彼らの生まれ変わりかは不明となっている。
トノサマゲコモン
声 - 松尾銀三
第15話に登場
完全体・両生類型デジモン・ウィルス種。
前作に登場したトノサマゲコモンと同一個体。もりもりの森で出会ったゲコモン・オタマモンの殿様。イガモンにイービルスパイラルをつけられてしまうが、大輔たちの活躍によって解放された。
必殺技である「コブシトーン」が前作では演歌を唄い衝撃波を発生させるものだったのに対し、本作では肩の管楽器から煙を発射するものへと変わっている。
ウィザーモン
声 - 石田彰
第17話に登場
前作に登場したウィザーモンと同一個体。フジテレビ内をデータだけの姿で彷徨い、選ばれし子供たちやテイルモンにメッセージを残し再び消えた。
前作のパンプモンとゴツモン同様、現実世界で消滅したため、死亡して3年経過した今でもデジタルワールドで生まれ変われていない。また、3年前の8月3日がウィザーモンの命日でもある。
ドクグモン
第18、28、29、42話に登場
成熟期・昆虫型デジモン・ウィルス種。
現実世界に迷い込んだデジモンの一体。第42話ではミノタルモンと共にメキシコのマヤ遺跡に出現した。ヤマトによって外に誘導され、モノクロモンのアッパーで地面に激突し、その後ミノタルモン共々デジタルワールドに送り返された。
デビモン
声 - 平田広明（前作では塩沢兼人が担当）
第19話に登場
前作でエンジェモンに倒され、デジモンカイザーにデータの残骸を回収されるも、「暗黒の力を甘く見るな」と幻聴を残す。後にその幻聴が現実になり、賢に憑依し苦しめ、最後はキメラモンを操って賢を消そうとした。キメラモンを倒されると共に消滅した。
トータモン
第22話に登場
成熟期。
排泄の様子を大輔たちに見られ激怒し襲いかかるが、初進化したエクスブイモンに敗れる。その後は2人とも和解した。
ユキミボタモン
第25話に登場
ミミの作った焼きマシュマロを食べる。
クネモン
第28話に登場
成長期。
ギガハウスでアルケニモンに笛で操られる。
ルカモン
第35話に登場
成熟期。
多数登場し、サブマリモン、イッカクモン、メガシードラモンと共に、ブラックウォーグレイモンから海底のホーリーストーンを守る。
クワガーモン
ピチモン
ニョキモン
ポヨモン
プニモン
バクモン
声 - 夏樹リオ
第36、37話に登場
成長期。
中華街のデジタマモンの店で働いている。「ワンタンメン」、「チャーシューメン」など、なぜか麺類の名前しか喋らない。
ミレニアモン
賢の回想、第43話に登場
究極体・合成型デジモン・ウィルス種。
賢たちによって倒されるが、死んだ時に暗黒の種を飛ばし、賢に植え付けた。
ピピモン
声 - 藤田淑子
第50話に登場
幼年期I・スライム型デジモン。
及川のパートナーデジモンで、最後の最後で彼と出会った。作中で唯一のパートナーである人間が死亡したパートナーデジモンで、彼と共に光り輝く蝶々の姿となって消えていった。
オーガモン
25年後の世界である第50話に登場
成熟期・鬼人型デジモン・ウィルス種。
デジタルワールドの医者になった丈とゴマモンに治療される。前作のオーガモンと同一人物と思われる。
ボルトモン
声 - 稲田徹
ドラマCDに登場
究極体・サイボーグ型デジモン・データ種。
ハートを求めて人間界にやって来るが、プクモンに騙されデパートを襲う。テイルモンが負けを認めると攻撃を止めたり、プクモンに騙されていたことが分かると人質を解放してデジタルワールドに帰るなど、同じ自ら人間界に足を踏み込んだヴァンデモンやデーモンと違い、根の部分は悪ではない。
プクモン
声 - 阪口大助
ドラマCDに登場
究極体・突然変異型デジモン・ウィルス種。
興味本位で人間界に騒動を起こそうと目論み、デジタルワールドから襲来する。易者に化け、ボルトモンを騙してデパートを襲わせた。ボルトモンがあまり暴れなかったため、自ら選ばれし子供たちに襲い掛かるが、サジタリモンの放った「ジャッジメントアロー」により穴を開けられて体が萎んでしまい、降参する。

### デジモンカイザーの手下だったデジモン
モノクロモン
第1話に登場
成熟期。
デジモンカイザーにイービルリングで洗脳され、フレイドラモンと戦うが、最後はリングから解放される。
スナイモン
第1、2話に登場
イービルリングで操られ暴走し、ホーリーリングを失ったテイルモンとピヨモンたちを圧倒するが、最後はホルスモンによって解放された。
ティラノモン
第3話に登場
成熟期。
全部で5体、カイザーの命令で通常進化ができないパタモン、テイルモンに集中攻撃を仕掛けるが、ペガスモン、ネフェイルティモンの連携攻撃によってリングから解放される。
ゴツモン
第3、4話
成長期。
前作のヴァンデモンの部下として登場したゴツモンとは別個体で複数いる。2体がデジモンカイザーによって互いに戦わされ、逃げ出した1体が大輔たちに助けを求めた。その後、大輔たちによって現実世界に連れて来られ、石像のフリをした。
ユニモン
第1話に登場
成熟期。
テイルモンを襲い、ホーリーリングを失くす原因を作った。
ベジーモン
第4話に登場
イービルリングで操られ、ガブモンとガジモンたちを奴隷としていた。ダークタワーが倒され正気に戻る。
レッドベジーモン
声 - 平田広明
第4話に登場
ベジーモンたちのリーダー格。ガブモンとガジモンたちを奴隷とし、100たたきの刑などをしていた。最後はフレイドラモンに敗れ、ダークタワーが倒された際、正気に戻る。
シェルモン
第5、41話に登場
成熟期。
第5話ではディグモンと戦い、イービルリングを破壊される。第41話では人間界に迷い込みシドニーを襲い、伊織、丈たちによってデジタルワールドに送り返される。
エビドラモン
第5、41話に登場
成熟期。
第5話ではディグモン、イッカクモンと戦い、イービルリングを破壊される。第41話では人間界に迷い込みシドニーを襲い、伊織、丈たちによってデジタルワールドに送り返される。
ギザモン
第5話に登場
成長期。
カイザーのテリトリー造りに利用される。ゴマモンを集団で撃退するとイービルリングをつけられる。
ユキダルモン
第5話に登場
成熟期。
多数登場し、ダークタワーを倒す大輔たちからタワーを守護していた。
ゴキモン
声 - 小栗雄介、石塚堅
第6話に登場
成熟期。
兄弟として二体一緒に登場。イービルリングに支配されていたが、京とミミの活躍で解放される。リングに支配されている間は美しい兄弟愛を見せていたが、解放後は醜く食べ物のことで喧嘩をしていた。
デルタモン
第8話に登場
成熟期。
カイザーの人質作戦に利用される（人質はバケモンが化けていた偽者）。フレイドラモンによってリングを破壊される。
バケモン
第8、20話に登場
成熟期。
京ら8人に化け、最後はカイザーの指示で攻撃し、フレイドラモンたちを追い詰めたが、大輔により指示がなくなった隙を衝かれ、ペガスモンにイービルリングを破壊される。
第20話ではキメラモンと要塞内で大輔たちと戦うが、一部がキメラモンによって消滅してしまう。
エアドラモン
第8～11、13、15話に登場
成熟期。
多数登場し、カイザーが移動手段として利用する。
ダークティラノモン
第9、10、18、38話に登場
成熟期。
第9話ではカイザーの手下として登場し、スカルグレイモンに攻撃を仕掛けるが、圧倒される。第38話では別個体が登場し、人間界に迷い込み、お台場を襲う。
スターモン
声 - 坂口候一
第12話に登場
成熟期。
デジタルワールドの西部の街の保安官だったが、イービルリングに操られてしまい、捕らえたピヨモンを餌に子供たちを誘き寄せて処刑しようとしたが、リボルモンが空と京を檻から出したことに腹を立て決闘し圧倒したが、最後はブレイドラモンによって処刑台に隠されたダークタワーを破壊され正気に戻った。
イガモン
声 - 矢尾一樹
第15話に登場
成熟期。
デジタルワールドで修行をしている手裏剣使い。京の挑発を受けてシュリモンをライバル視しており、イービルリングの支配から解放された後もシュリモンと戦う。
デビドラモン
第17、21話に登場
成熟期。
エアドラモンと同様、カイザーの移動手段に使用された。キメラモンが倒された時、イービルリングから解放される。
フライモン
第11話に登場
成熟期。
カイザーの実験台としてパタモンを拐うが、ガルルモンによって失敗し、自分も解放される。
マッシュモン
第15話に登場
成長期。
フローラモン
第15話に登場
成長期。
ガードロモン
第7話に登場
成熟期。
ゴリモン
第14話に登場
成熟期。
イービルスパイラルで操られ、シードラモン、トゲモンによりイービルスパイラルから開放される。
メガシードラモン
第16、35話に登場
完全体。
第16話ではカイザーにイービルスパイラルで操られ、海底油田の大輔たちを襲うが、サブマリモンによって解放される。第35話ではサブマリモン、イッカクモン、ルカモンと共に、ブラックウォーグレイモンから海底のホーリーストーンを守る。

### 人間界に迷い込んだデジモン
トリケラモン
第39話に登場
完全体。
人間界に迷い込み、田町を襲う。乱入したマミーモンと共にパイルドラモンを圧倒するが、進化したインペリアルドラモンには敵わず、デジタルワールドに送り返される。
ハヌモン
第33話に登場
成熟期。
ブラックウォーグレイモンと共に人間界に迷い込み、京都を襲う。修学旅行中に遭遇した京からの連絡をもらった賢とスティングモンによってデジタルワールドに送り返される。
ムシャモン
第33話に登場
成熟期。
ブラックウォーグレイモンと共に人間界に迷い込み、シュリモンによってデジタルワールドに送り返される。
もんざえモン
第38話に登場
完全体。
人間界に迷い込み、お台場を襲う。シャッコウモンによってデジタルワールドに送り返される。
メガドラモン
第38話に登場
完全体。
人間界に迷い込み、お台場を襲う。パイルドラモンによってデジタルワールドに送り返される。
ヌメモン
第1話などに登場
第1話ではデジタルワールドの自動販売機から大量に出て、大輔を驚かせた。
ジュレイモン
第40話に登場
完全体。
人間界に迷い込み、セントラルパークに誘導される途中でクリスマスツリーの光に驚いて暴れ出してしまうが、大輔、ミミ、マイケルたちによってデジタルワールドに送り返される。
アノマロカリモン
第41話に登場
完全体。
人間界に迷い込み、シドニーを襲う。ズドモン、サブマリモン、シーラモンによってデジタルワールドに送り返される。
ゲソモン
第41話に登場
成熟期。
人間界に迷い込み、シドニーを襲う。シェルモン、エビドラモンと共に食べられる脅しを賭けられて逃げ回った末に伊織、丈たちによってデジタルワールドに送り返される。
マメモン、ビッグマメモン、メタルマメモン、ギロモン
第41話に登場
完全体。
人間界に迷い込み、パリのベルサイユ宮殿を襲う。ホーリーエンジェモン、メタルグレイモン、キウイモンによってデジタルワールドに送り返される。

### ダークタワーデジモン
ブラックウォーグレイモン
前述を参照。
サンダーボールモン
第24話に登場
成熟期（ダークタワー1本）。
ディグモンと伊織の復旧作業の妨害をするが、スティングモンに倒される。
ゴーレモン
第25話に登場
成熟期。
ダムを破壊して近隣の街を水没させるために作られたが、スティングモンとアクィラモンによって倒される。
ミノタルモン
第26話に登場
成熟期。
大輔たちが直した石橋を破壊するために作られた。なお、本来のミノタルモンは完全体である。
オオクワモン
第26、27話に登場
ダークタワーデジモンで初の完全体のデジモン（ダークタワー10本）。
カイザーの要塞爆破の阻止をする大輔たちを妨害するが、パイルドラモンによって倒される。
ブロッサモン
第31話に登場
完全体。
位相が乱れた世界に迷い込んだ京、ヒカリ、賢達を始末するために作られた。咆哮でヒカリを苦しめるが、シルフィーモンによって倒される。
マンモン
第32話に登場
完全体。全部で20体（マミーモン曰く「ダークタワーを200本使った」）。
ブラックウォーグレイモンと戦うが、敵わず全滅した。
ナイトモン
第32話に登場
完全体。
最初のホーリーストーンを破壊するために作られたが、愛剣であるベルセルクソードではホーリーストーンを破壊できず、最後はブラックウォーグレイモンに倒される。

### デーモン軍団
スカルサタモン
声 - 櫻井孝宏
第43話に登場
完全体・アンデッド型デジモン・ウィルス種。
銀座に出現する。究極体のインペリアルドラモンを戦闘不能にする、他の選ばれし子供たちの完全体デジモンを一撃で倒すなど、完全体とは思えない強さを見せつけ子供たちを圧倒した。チンロンモンのパワーをアグモンたちから受け取り、ファイターモードとなったインペリアルドラモンに倒される。
必殺技は「ネイルボーン」。
マリンデビモン
第43、44話に登場
完全体・水棲獣人型デジモン・ウィルス種。
竹芝の海上から町に上がり込み、無作為に暴れ回った。最後は進路上の病院を守るため、シャッコウモンの「アラミタマ」を至近距離から受けたことによって倒される。
知性は低いようで、デーモン軍団の中で唯一喋れない。
必殺技は「ギルティブラック」。
レディーデビモン
声 - 永野愛
第43、44話に登場
完全体・堕天使型デジモン・ウィルス種。
東銀座に出現する。前作とは別個体だが、声は同じで本作品もエンジェウーモンとのビンタの張り合いを見せたが、ワーガルルモンたちが来てしまい一時撤退する。その後、シルフィーモンと激しい空中戦を繰り広げ、一般の青年を人質に取ってシルフィーモンを一方的に痛めつけたが、怒った京の攻撃により青年を解放され、最後は逆上して京に襲い掛かろうとしたところを背後からシルフィーモンの「トップガン」を受けて倒される（受けた描写は無い）。
必殺技は「ダークネスウェーブ」。

## 選ばれし子供たちの子供たち
『02』の最終回に登場した太一や大輔たち12人の選ばれし子供たちの子供たち。2027年の世界ではデジモンおよびデジタルワールドの存在は世界中で認知され、全ての人間にパートナーデジモンが存在している。全員名前は不明、容姿は親たちに酷似している。パートナーデジモンはプロットモン以外幼年期である。最終回最後のシーンはこの子供たち、12人が冒険に出発するシーンだった。この項目で解説するキャラクターは全員50話に登場。
大輔の息子
声 - 木内レイコ
大輔の息子、ジュンの甥。パートナーデジモンはチビモン。太一のゴーグルをしている。子供たちの中ではリーダー的存在。MUSUKOと書かれた妙なデザインのTシャツを着ている。
タケルの息子
声 - 山本泰輔
タケルの息子、ヤマトの甥、裕明や奈津子の孫、ミッシェルの曾孫。パートナーデジモンはトコモン。前作のタケルを彷彿させる容貌の持ち主。
ヒカリの息子
声 - 荒木香恵
ヒカリの息子、太一の甥、進や裕子の孫。パートナーデジモンは子供たちの中では唯一の成長期のプロットモン。ホイッスルを首から提げている。
伊織の娘
声 - 浦和めぐみ
伊織の娘、浩樹と富美子の孫、主税の曾孫。パートナーデジモンはウパモン。髪の毛が長く、伊織同様礼儀正しい。
賢と京の娘
賢と京の娘、万太郎や百恵や千鶴、治の姪。パートナーデジモンはポロモン。顔と眼鏡は京、髪の毛や瞳の色は賢に似ている。
賢と京の息子
声 - 朴璐美
賢と京の息子、万太郎や百恵や千鶴、治の甥。パートナーデジモンはミノモン。姉とは逆に顔は2000年のころの賢、髪の毛や瞳は京に似ている。
賢と京の子供
賢と京の子供で性別は不明、パートナーデジモンはリーフモン。赤ん坊であるために最終回では両親たちと共に見送りをするだけだった。やや賢に似ている。
太一の息子
声 - 藤田淑子
太一の息子、ヒカリの甥、進や裕子の孫。パートナーデジモンはコロモン。大輔の息子よりもまだ幼く、1995年のころの太一と瓜二つ。
ヤマトと空の娘
声 - 水谷優子
ヤマトと空の娘、タケルの姪、裕明や奈津子、春彦や淑子の孫、ミッシェルの曾孫。パートナーデジモンはピョコモン。前作のヤマトを彷彿させる容貌だが女の子。
ヤマトと空の息子
声 - 山口眞弓
ヤマトと空の息子、タケルの甥、裕明や奈津子、春彦や淑子の孫、ミッシェルの曾孫。パートナーデジモンはツノモン。姉とは逆に母親の空に似ている。
光子郎の娘
声 - 天神有海
光子郎の娘、政実や佳江の孫。パートナーデジモンはモチモン。光子郎に比べると明るく喋る。
ミミの息子
声 - 前田愛
ミミの息子、ケースケやサトエの孫。パートナーデジモンはタネモン。テンガロンハットこそ被ってはいないが、顔付きはミミそっくりで髪型は25年後のミミの髪型を大人しくしたような感じである。
丈の息子
丈の息子、シンやシュウの甥。パートナーデジモンはプカモン。眼鏡着用。

## その他
ナレーター
声 - 平田広明
全話に登場
前作から続投し、アバンなどでナレーションを担当。その正体は成人したタケルであったことが最終話で明らかになった。
大和田 ルイ（おおわだ るい）
声 - 緒方恵美
「THE BEGINNING」に登場した隻眼の青年。誕生日は2月29日と閏年のため、4年に1度誕生日を祝っている。
世界で最初にデジモンとパートナー関係を結んだ「選ばれし子供」で、4歳の時に母親に虐待されていた中でウッコモンと出会う。「世界中の人と友達になりたい」という願いをウッコモンが引き受け叶えられるも、（ルイを虐待した母親を含む）それが洗脳に等しい方法で行われていたことが判明し、ウッコモンを拒絶。その際にデジヴァイスを破壊しようとした時の衝撃で右目を失明し、ウッコモンに右目を与えられ異形のものとなったため普段は眼帯で隠している。
20歳の誕生日を迎える際にウッコモンが再び現れたことで姿を現したため、大輔たちと関わり事件解決に向かって動き出す。
ウッコモン
声 - 釘宮理恵
「THE BEGINNING」に登場。ルイのパートナーデジモン。成長期。「大いなるもの」と繋がっており、願いを叶える力を持つ。
ルイが自分と同じような友達を作れるように「選ばれし子供」を作り出しており、作中に登場する全てのデジヴァイスもウッコモンの権能により作られたもの。ルイには拒絶された際に溶けて死んでしまったものと思われたが、後に世界中の人がルイと友達になれるように全ての人類にパートナーデジモンを提供しようと東京タワー上にビッグウッコモンとして顕現したため、ルイに対して騒動を引き起こしてしまう。
進化：ウッコモン→ビッグウッコモン